# Marilyn Monroe
Marilyn Monroe ( /ˈmærəlɪn_mənˈroʊ/; nacida como Norma Jeane Mortenson; Los Ángeles, 1 de junio de 1926-Los Ángeles, 4 de agosto de 1962) fue una actriz y modelo estadounidense. Conocida por interpretar papeles cómicos de «rubia explosiva», se convirtió en uno de los símbolos sexuales más populares de la década de 1950 e inicios de los 60, así como en un emblema de la revolución sexual de la época. Fue una de las actrices más cotizadas durante una década, y sus películas recaudaron $200 millones (equivalente a 2000 millones de dólares en 2022) a su muerte en 1962.
Nacida y criada en Los Ángeles, pasó la mayor parte de su infancia en 12 hogares temporales y un orfanato; y se casó a los 16 años. Trabajaba en una fábrica durante la Segunda Guerra Mundial cuando conoció a un fotógrafo de la Primera Unidad Cinematográfica y comenzó una exitosa carrera como modelo pin-up, que la llevó a contratos cinematográficos de corta duración con 20th Century Fox y Columbia Pictures. Después de una serie de papeles menores en películas, firmó un nuevo contrato con Fox a finales de 1950. Durante los siguientes dos años, se convirtió en una actriz popular con papeles en varias comedias, incluyendo As Young as You Feel y Monkey Business, y en los dramas Clash by Night y Don't Bother to Knock. Se enfrentó a un escándalo cuando se reveló que había posado desnuda en una sesión fotográfica antes de convertirse en una estrella, pero eso no dañó su carrera, provocó mayor interés en sus películas.
Para 1953, era una de las estrellas de Hollywood más comercializables; tuvo papeles protagónicos en la película de cine negro Niagara, que se centró en su atractivo sexual, y las comedias Gentlemen Prefer Blondes y How to Marry a Millionaire, las cuales establecieron su imagen de estrella como una «rubia tonta». Ese año, sus fotos posando desnuda se utilizaron como portada del primer número de Playboy. Desempeñó un papel importante en la creación y gestión de su imagen pública a lo largo de su carrera, pero se sintió decepcionada cuando fue encasillada y mal pagada por el estudio. Fue suspendida a principios de 1954 por rechazar un proyecto cinematográfico, pero pronto volvió para protagonizar The Seven Year Itch (1955), uno de sus mayores éxitos.
Cuando el estudio se mostraba reacio a cambiar su contrato, fundó su propia productora de cine en 1954. Dedicó 1955 a construir la compañía y comenzó a estudiar actuación del método con Lee Strasberg en el Actors Studio. Más tarde ese año, Fox le otorgó un nuevo contrato, que le dio más control y un salario más alto. Sus papeles incluyeron una actuación aclamada por la crítica en Bus Stop (1956) y su primera producción independiente en The Prince and the Showgirl (1957). Ganó un Globo de Oro a la Mejor Actriz por su papel en Some Like It Hot (1959), un éxito comercial y de crítica. Su última película fue el drama The Misfits (1961).
Su problemática vida privada recibió mucha atención mediática. Luchó contra la adicción y los trastornos del estado de ánimo. Sus matrimonios con la estrella de béisbol retirada Joe DiMaggio y el dramaturgo Arthur Miller fueron muy publicitados, pero terminaron en divorcio. El 4 de agosto de 1962, murió a los 36 años a causa de una sobredosis de barbitúricos en su casa de Los Ángeles. Su muerte fue declarada como un probable suicidio. 
Monroe sigue siendo un icono de la cultura popular. En 1999, el American Film Institute la clasificó en el sexto lugar de su lista de las más grandes leyendas femeninas del cine de la Época de Oro de Hollywood.

## Biografía y carrera

### 1926-1943: infancia y primer matrimonio

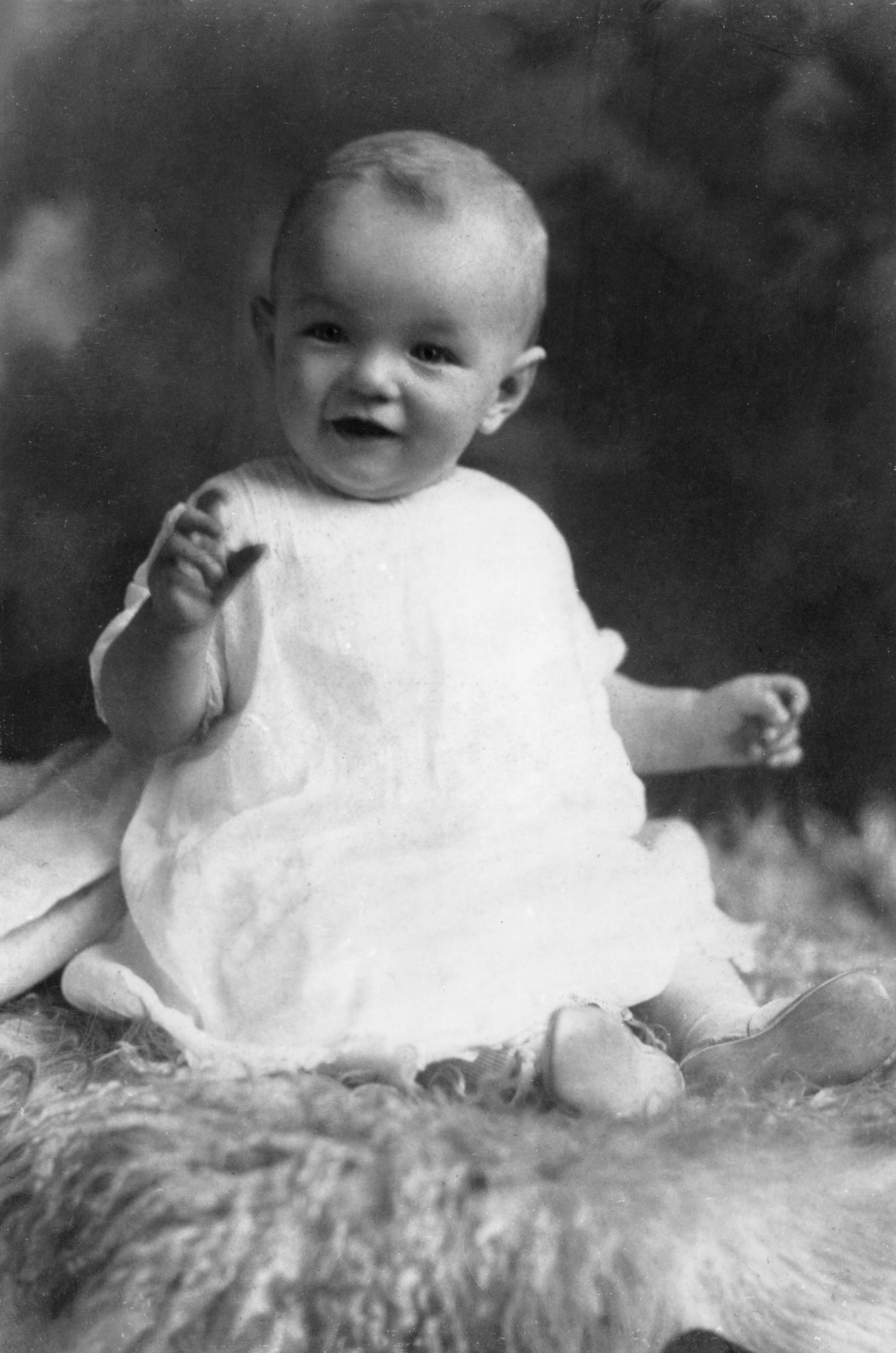
Monroe de bebé, c. 1927.

Marilyn Monroe nació como Norma Jeane Mortenson el 1 de junio de 1926, en el hospital Los Angeles County Hospital en Los Ángeles, California.
Su madre, Gladys Pearl Baker —de soltera Monroe—, había nacido en Piedras Negras, Coahuila, México, en el seno de una familia pobre del Medio Oeste que había emigrado a California a principios de siglo. A los 15 años, Gladys se casó con John Newton Baker, un hombre abusivo, nueve años mayor que ella. Tuvieron dos hijos, Robert (1917–1933) y Berniece (1919–2014). En 1923, ella solicitó con éxito el divorcio y la custodia exclusiva de los hijos, pero poco después Baker secuestró a los niños y se mudó con ellos a su natal Kentucky.
A Monroe no le dijeron que tenía una hermana hasta los 12 años, y conoció a Berniece por primera vez cuando era adulta. Después del divorcio, Gladys trabajó como cortadora de negativos de película en Consolidated Film Industries. En 1924, se casó con Martin Edward Mortensen, pero se separaron meses después y se divorciaron en 1928. En 2022, pruebas de ADN indicaron que el padre de Monroe fue Charles Stanley Gifford, un compañero de trabajo de Gladys con quien tuvo una aventura en 1925.
Aunque Gladys no estaba preparada ni en lo mental ni en lo económico para tener un hijo, la primera etapa de la infancia de Monroe fue estable y feliz. Gladys dejó a su hija a cargo de unos padres adoptivos practicantes del cristianismo evangélico, Albert e Ida Bolender, residentes en el pueblo rural de Hawthorne. Ella también vivió allí durante seis meses, hasta que se vio obligada a regresar a la ciudad debido al trabajo. Comenzó a visitar a su hija los fines de semana. En el verano de 1933, compró una pequeña casa en Hollywood con un préstamo de Home Owners' Loan Corporation, y se mudó ahí junto a Monroe, quien tenía siete años.
Compartieron la casa con los inquilinos, los actores George y Maude Atkinson y su hija, Nellie. En enero de 1934, Gladys sufrió un colapso mental, y fue diagnosticada con esquizofrenia paranoide. Después de varios meses en una casa de reposo, fue internada en el Hospital Estatal Metropolitano. El resto de su vida transcurrió entrando y saliendo de hospitales y rara vez estaba en contacto con Monroe, quien pasó a estar bajo la tutela del Estado; la amiga de su madre, Grace Goddard, se hizo responsable de sus asuntos y de los de su madre.

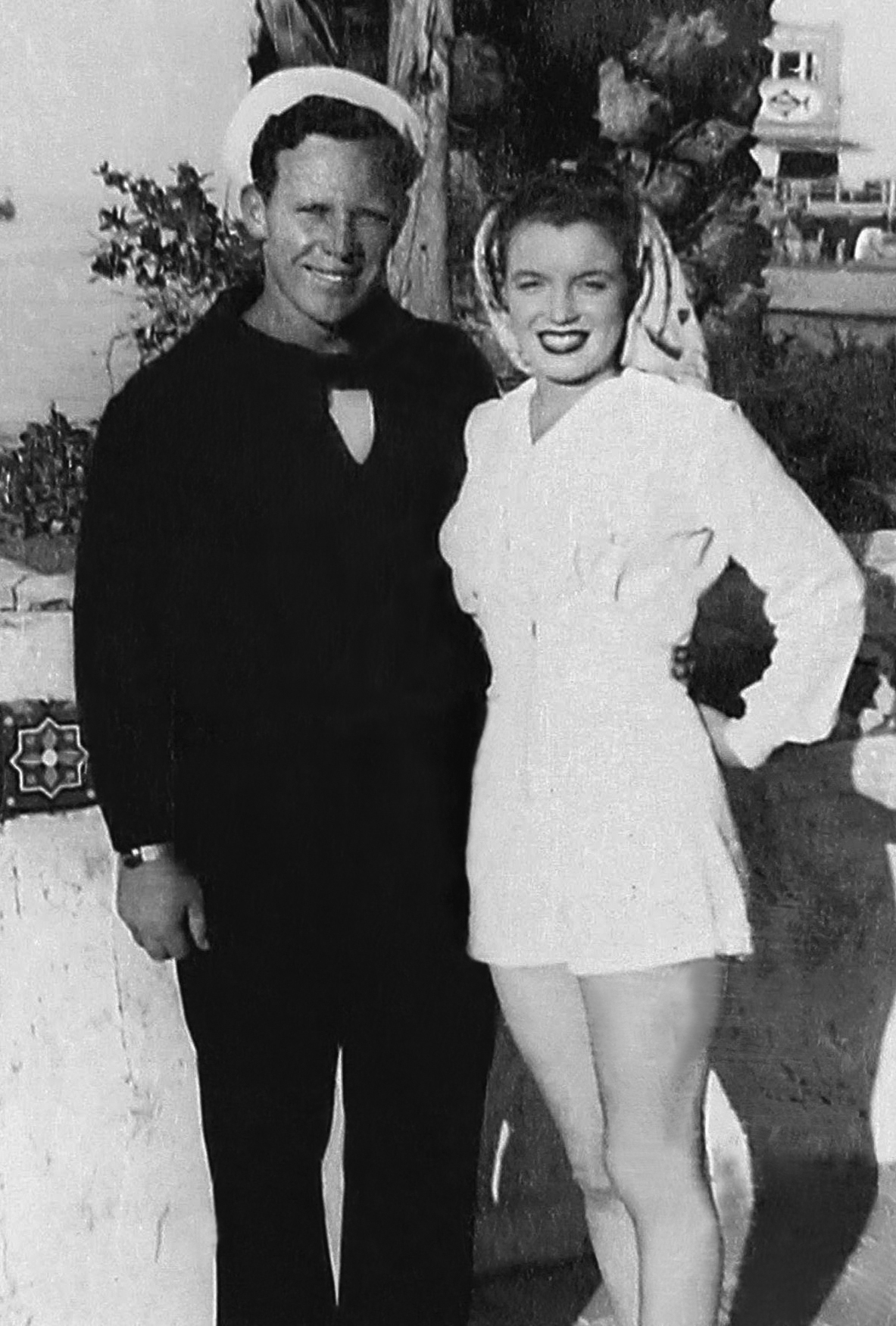
Monroe con su primer marido, James Dougherty, c. 1943–44. Se casaron cuando ella tenía 16 años.

En los siguientes cuatro años, su vida cambió con frecuencia. Durante los primeros 16 meses, continuó viviendo con los Atkinson y es probable que durante este periodo fuera abusada sexualmente. Siempre fue una niña tímida, desarrolló un tartamudeo y se volvió retraída. En el verano de 1935, se quedó breve tiempo con Grace y su esposo Erwin «Doc» Goddard y otras dos familias. En septiembre de 1935, Grace la llevó a Los Angeles Orphans Home. El orfanato era «una institución modelo» y sus compañeros lo describieron en términos positivos, pero ella se sintió abandonada.
Animada por el personal del orfanato que pensaba que sería más feliz viviendo en una familia, Grace se convirtió en su tutora legal en 1936, pero no la sacó del orfanato hasta el verano de 1937. Su segunda estadía con los Goddard duró solo unos meses porque fue víctima de abuso sexual por parte de Doc. Vivió breves períodos con sus familiares y los amigos y parientes de Grace en Los Ángeles y Compton. Fue abusada otra vez a los doce años.
Encontró un hogar más permanente en septiembre de 1938, cuando comenzó a vivir con la tía de Grace, Ana Lower, en Sawtelle. Fue inscrita en la escuela secundaria Emerson y asistía a servicios semanales de Ciencia cristiana con Lower. Era una estudiante mediocre, aunque destacó en escritura y pudo contribuir en el periódico escolar. Debido a los problemas de salud que Lower tenía al ser una mujer de edad avanzada, regresó a vivir con los Goddard en Van Nuys alrededor de principios de 1941.
El mismo año, comenzó a asistir a la escuela secundaria Van Nuys. En 1942, la empresa que empleaba a Doc Goddard lo trasladó a Virginia Occidental. Las leyes de protección infantil de California impidieron que los Goddard se la llevaran fuera del estado y debió regresar al orfanato. Como solución, se casó con el hijo de sus vecinos, James Dougherty, el 19 de junio de 1942, justo después de cumplir 16 años; Dougherty tenía 21.
Abandonó la escuela secundaria y se convirtió en ama de casa. Se dio cuenta de que no coincidía con Dougherty. Después declararía que se estaba «muriendo de aburrimiento» durante el matrimonio. En 1943, Dougherty se alistó en la Marina Mercante y fue establecido en la Isla Santa Catalina, a donde se mudaron.

### 1944-1948: modelaje y primeros papeles en películas

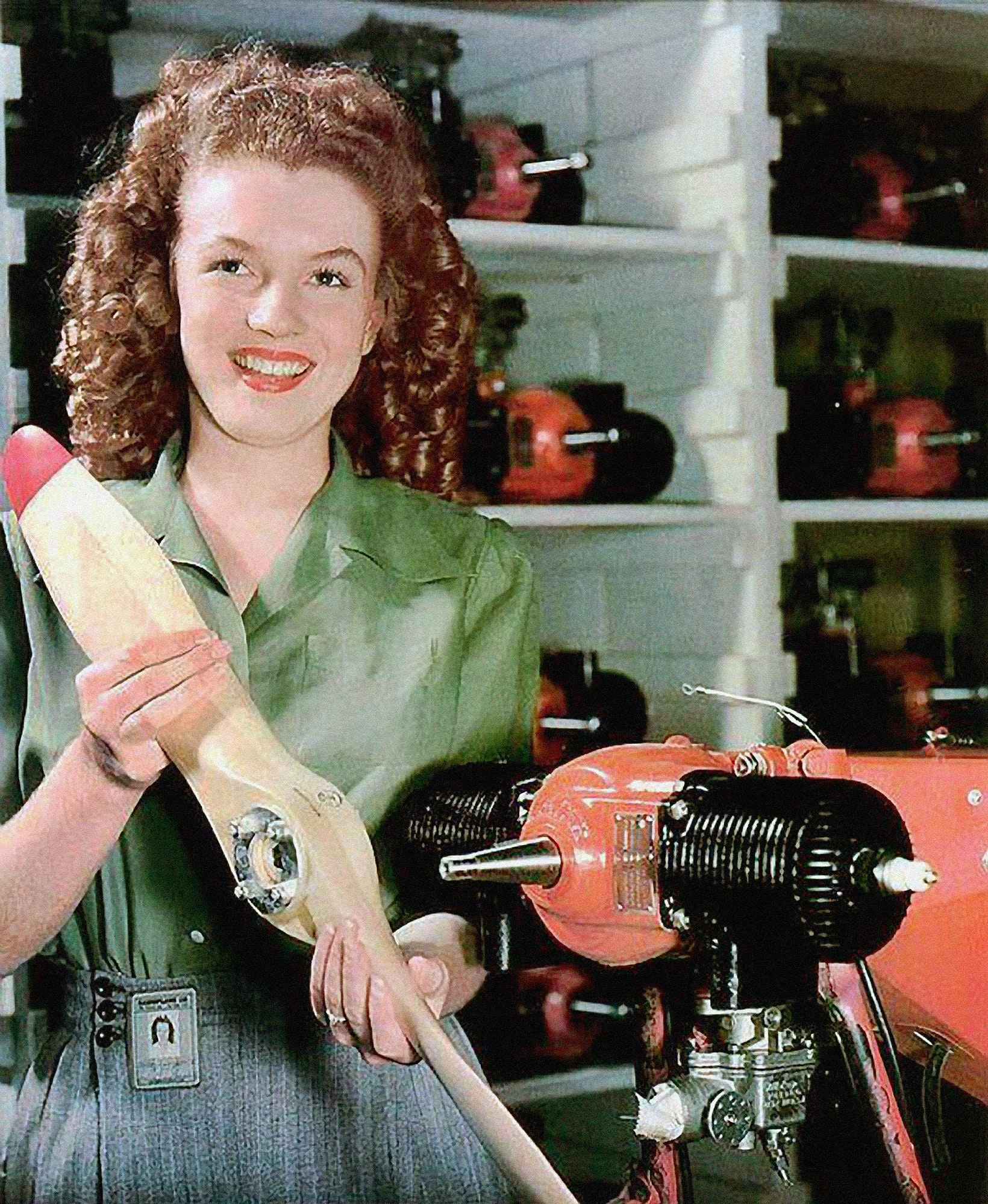
Monroe fotografiada por David Conover en Radioplane Company, a mediados de 1944.

En abril de 1944, Dougherty fue enviado al Pacífico y permanecería allí durante la mayor parte de los dos años siguientes. Monroe se mudó con sus suegros y comenzó a trabajar en Radioplane Company, una fábrica de municiones en Van Nuys. A finales de 1944, conoció al fotógrafo David Conover, quien había sido enviado a la fábrica por la Primera Unidad Cinematográfica de las Fuerzas Aéreas del Ejército de los Estados Unidos para tomar fotografías de trabajadoras que levantaran la moral. Aunque no se utilizó ninguna de sus fotos, dejó de trabajar en la fábrica en enero de 1945 y comenzó a modelar para Conover y sus amigos. Desafiando a su esposo desplegado, se mudó por su cuenta y firmó un contrato con la Agencia de modelos Blue Book en agosto de 1945.
La agencia consideró que la figura de Monroe era más adecuada para el modelo de pin-up que para el modelaje de alta costura, y apareció en anuncios y revistas para hombres. Para ser más empleable, se alisó el cabello naturalmente castaño y ondulado y se lo tiñó de rubio. Según Emmeline Snively, propietaria de la agencia, Monroe se convirtió pronto en una de sus modelos más ambiciosas y trabajadoras; a principios de 1946, había aparecido en 33 portadas de revistas para publicaciones como Pageant, U.S. Camera, Laff y Peek. Como modelo, Monroe usó el seudónimo de Jean Norman.

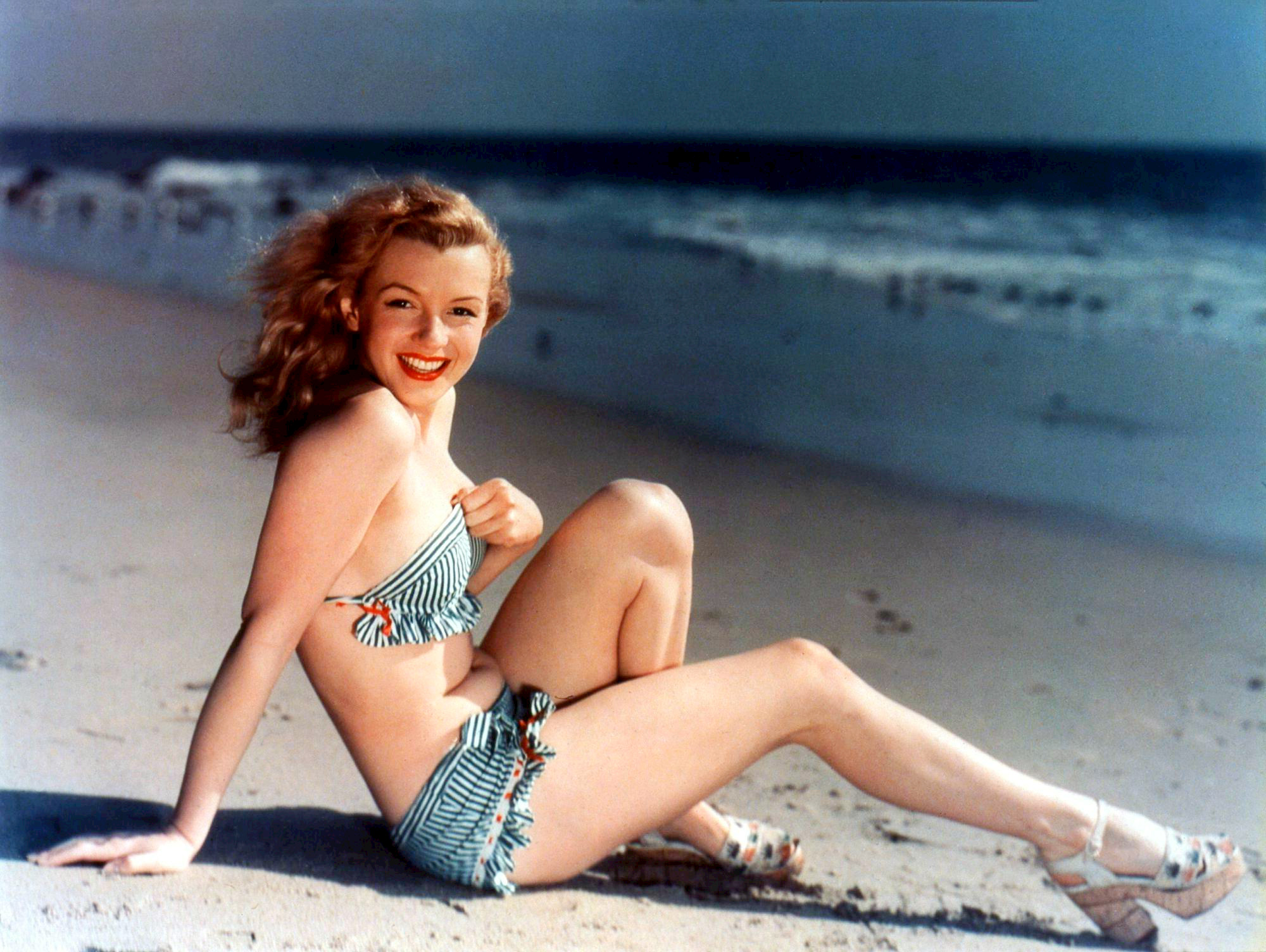
Monroe como modelo pin-up en una fotografía de postal, c. finales de los años 1940.

A través de Snively, Monroe firmó un contrato con una agencia de actuación en junio de 1946. Después de una entrevista fallida en Paramount Pictures, Ben Lyon, un ejecutivo de 20th Century-Fox, le hizo una prueba de pantalla. El director ejecutivo Darryl F. Zanuck no se mostró entusiasmado, pero le dio un contrato estándar de seis meses para evitar que firmara con el estudio rival, RKO Pictures. El contrato de Monroe comenzó en agosto de 1946, y ella y Lyon seleccionaron el nombre artístico «Marilyn Monroe». El primer nombre fue elegido por Lyon, que recordaba a la estrella de Broadway; Marilyn Miller; el último era el apellido de soltera de su madre. En septiembre de 1946, se divorció de Dougherty, quien se oponía a su carrera.
Monroe pasó seis meses en Fox aprendiendo actuación, canto y baile, y observando el proceso de realización de películas. Su contrato fue renovado en febrero de 1947, y le dieron sus primeros papeles cinematográficos, papeles en Dangerous Years (1947) y Scudda Hoo! Scudda Hay! (1948). El estudio la inscribió en el Teatro Laboratorio de Actores, una escuela de actuación que enseña las técnicas del Teatro de Grupo; más tarde declaró que era «mi primera probada de lo que podría ser la actuación real en un drama real, y me enganché». A pesar de su entusiasmo, sus profesores la consideraban demasiado tímida e insegura para tener un futuro en la actuación. Fox no renovó su contrato en agosto de 1947. Regresó al modelaje mientras realizaba trabajos ocasionales en estudios de cine, trabajando como bailarina «marcapasos» detrás de escena para mantener a los protagonistas en su lugar asignado en los sets musicales.

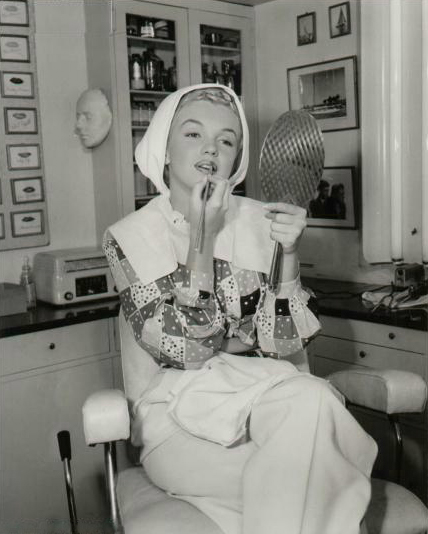
Monroe en una foto publicitaria (1948).

Monroe estaba decidida a triunfar como actriz y continuó estudiando en el Laboratorio de Actores. Tuvo un pequeño papel en la obra Glamour Preferred en el Bliss-Hayden Theatre, pero terminó después de un par de funciones. Para establecer contactos, frecuentaba las oficinas de los productores, se hizo amiga del columnista de chismes Sidney Skolsky y recibía a invitados masculinos influyentes en eventos del estudio, una práctica que había comenzado en Fox. Se convirtió en amiga y ocasional amante del ejecutivo de Fox Joseph M. Schenck, quien convenció a su amigo Harry Cohn, el director ejecutivo de Columbia Pictures, para que la contratara en marzo de 1948.
En Columbia, la apariencia de Monroe se inspiró en Rita Hayworth y su cabello era rubio platino decolorado. Comenzó a trabajar con la entrenadora principal de teatro del estudio, Natasha Lytess, quien sería su mentora hasta 1955. Su única película en el estudio fue el musical de bajo presupuesto Ladies of the Chorus (1948), en el que tuvo su primer papel protagónico como una corista que es cortejada por un hombre rico. Hizo una prueba de pantalla para el papel principal en Born Yesterday, pero su contrato no fue renovado en septiembre de 1948. Ladies of the Chorus fue estrenada al mes siguiente y no fue un éxito, por lo que su contrato fue rescindido.

### 1949-1952: años de avance

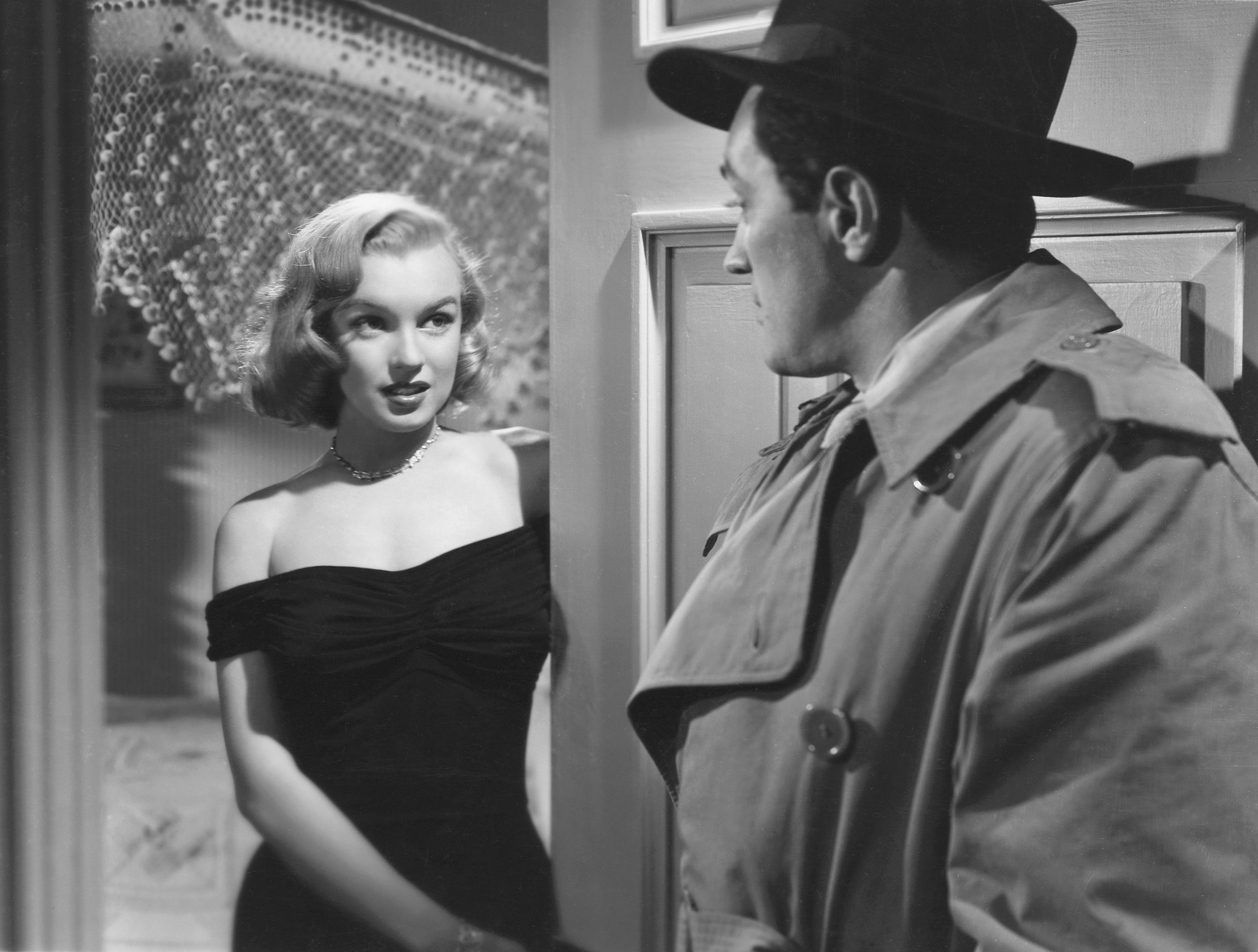
Monroe en The Asphalt Jungle (1950). Una de sus primeras actuaciones en llamar la atención de los críticos.

Cuando terminó su contrato en Columbia, Monroe volvió de nuevo al modelaje. Filmó un anuncio comercial para la cerveza Pabst y posó en desnudos artísticos para los calendarios de John Baumgarth (con el nombre 'Mona Monroe'). Monroe había posado en topless o vestida en bikini para otros artistas como Earl Moran, y se sentía cómoda con la desnudez. Poco después de dejar Columbia, conoció y se convirtió en la protegida y amante de Johnny Hyde, vicepresidente de William Morris Agency.
A través de Hyde, Monroe consiguió pequeños papeles en varias películas, incluso en dos obras aclamadas por la crítica: el drama All About Eve (1950) de Joseph Mankiewicz y la película de cine negro de John Huston; The Asphalt Jungle (1950). A pesar de que su tiempo en pantalla fue solo de unos minutos en este último, ganó una mención en Photoplay y, según el biógrafo Donald Spoto, «pasó efectivamente de modelo de película a actriz seria». En diciembre de 1950, Hyde negoció un contrato de siete años para Monroe con 20th Century-Fox. Según sus términos, Fox podría optar por no renovar el contrato cada año. Hyde murió de un ataque cardíaco días después, lo que dejó a Monroe devastada.
En 1951, Monroe tuvo papeles secundarios en tres comedias de Fox de éxito moderado: As Young as You Feel, Love Nest y Let's Make It Legal. Según Spoto, las tres películas la presentaban «esencialmente [como] un adorno sexy», pero recibió algunos elogios de los críticos: Bosley Crowther de The New York Times la describió como «excelente» en As Young As You Feel y Ezra Goodman de Los Angeles Daily News la llamó «una de las [actrices] más brillantes y prometedoras» de Love Nest. En febrero de 1951, se inscribió en las clases nocturnas de arte y literatura de la Universidad de California.
Su popularidad entre el público también estaba creciendo: recibió varios miles de cartas de admiradores a la semana y fue declarada «Miss Cheesecake de 1951» por el periódico del ejército Barras y estrellas, reflejando las preferencias de los soldados en la guerra de Corea. En febrero de 1952, la Asociación de la Prensa Extranjera de Hollywood nombró a Monroe «la mejor personalidad joven de taquilla». En su vida privada, Monroe tuvo una breve relación con el director Elia Kazan y salió con otros hombres, incluido el director Nicholas Ray y los actores Yul Brynner y Peter Lawford. A principios de 1952, comenzó un romance muy publicitado con la estrella de béisbol retirada de los New York Yankees, Joe DiMaggio, una de las personalidades deportivas más famosas de la época.

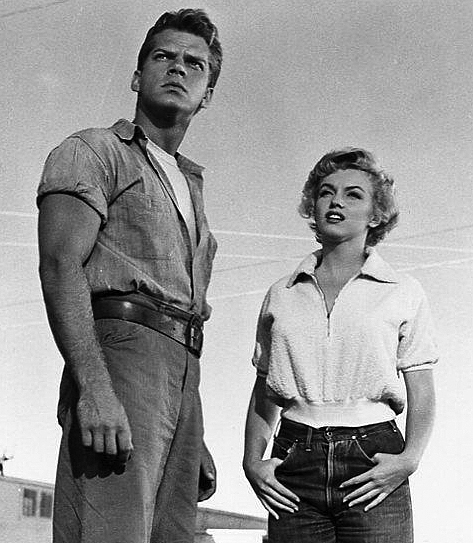
Monroe con Keith Andes en Clash by Night (1952). La película le permitió mostrar más de su rango de actuación en un papel dramático.

Monroe se encontró en el centro de un escándalo en marzo de 1952, cuando se reveló que había posado para un calendario de desnudos en 1949. El estudio se había enterado de las fotos y que se rumoreaba que ella era la modelo unas semanas antes, y junto con Monroe decidieron que para evitar dañar su carrera lo mejor era admitirlas mientras enfatizaba que estaba arruinada en ese momento. La estrategia ganó la simpatía del público y aumentó el interés en sus películas, por las que estaba recibiendo la máxima facturación. A raíz del escándalo, Monroe apareció en la portada de Life como la «Charla de Hollywood» y la columnista de chismes; Hedda Hopper la declaró la «reina de la tarta de queso» convertida en «éxito de taquilla». Fox lanzó tres de las películas de Monroe—Clash by Night, Don't Bother to Knock y We're Not Married!— poco después para capitalizar el interés público.
A pesar de su nueva popularidad como símbolo sexual, Monroe deseaba mostrar más de su rango de actuación. Había comenzado a tomar clases de actuación con Michael Chekhov y la mímica Lotte Goslar poco después de comenzar el contrato con Fox, y Clash by Night y Don't Bother to Knock la mostraban en diferentes roles. En el primero, un drama protagonizado por Barbara Stanwyck y dirigido por Fritz Lang, interpretó a una trabajadora de una fábrica de conservas de pescado; para prepararse, pasó un tiempo en una fábrica de conservas de pescado en Monterrey. Recibió críticas positivas por su actuación: The Hollywood Reporter declaró que «se merece el estatus de estrella con su excelente interpretación», y Variety escribió que «tiene una facilidad de entrega que la convierte en un juego de niños para la popularidad». Este último fue un thriller en el que Monroe interpretó a una niñera con trastornos mentales y que Zanuck usó para probar sus habilidades en un papel dramático más pesado. Recibió críticas mixtas de los críticos, y Crowther de The New York Times la consideró demasiado inexperta para el papel difícil, y Variety culpó al guion de los problemas de la película.

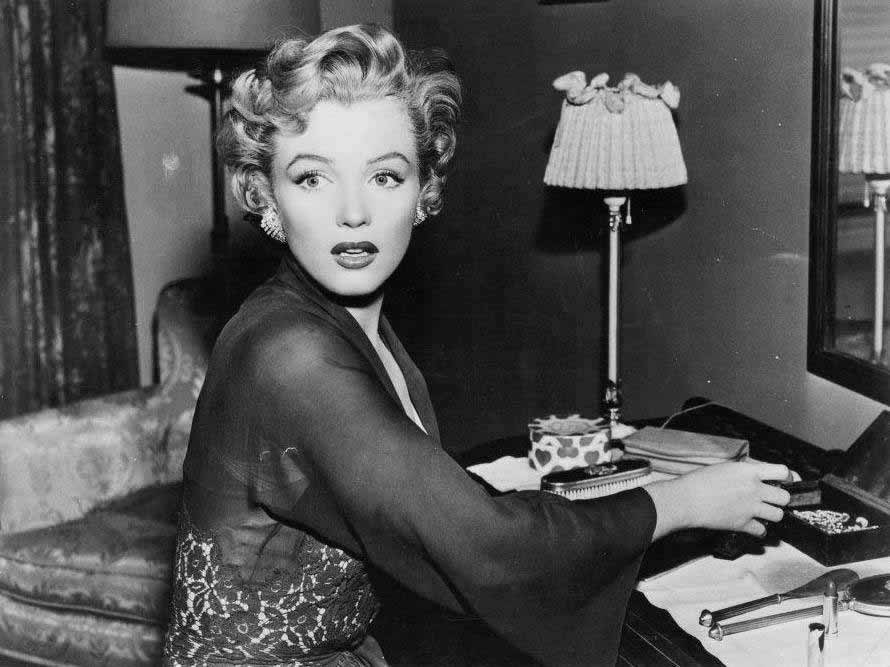
Monroe en Don't Bother to Knock (1952).

Las otras tres películas de Monroe en 1952 continuaron con su encasillamiento en papeles cómicos que se centraban en su atractivo sexual. En Were Not Married!, su papel como concursante de un concurso de belleza fue creado para «presentar a Marilyn en dos trajes de baño», según su guionista Nunnally Johnson. En Monkey Business, dirigida por Howard Hawks, en la que actuó junto a Cary Grant, interpretó a una secretaria que es una «rubia tonta e infantil, inocentemente inconsciente de los estragos que su sensualidad causa a su alrededor».
En O. Henry's Full House, tuvo un papel menor como prostituta callejera del siglo XIX. Monroe sumó a su reputación como un nuevo símbolo sexual con trucos publicitarios ese año: usó un vestido revelador cuando actuó como Gran Mariscal en el desfile de Miss América, y le dijo al columnista de chismes Earl Wilson que en general no usaba ropa interior. A finales de año, fue nombrada por la columnista de chismes Florabel Muir como la «It girl» de 1952.
Durante este período, se ganó la reputación de ser difícil trabajar con ella, lo que empeoraría a medida que avanzaba su carrera. A menudo llegaba tarde o no se presentaba, no recordaba sus líneas y exigía varias repeticiones antes de estar satisfecha con su actuación. Su dependencia de sus entrenadoras de actuación —Natasha Lytess y luego Paula Strasberg— irritaba a los directores. Los problemas de Monroe se han atribuido a una combinación de perfeccionismo, baja autoestima y miedo escénico.
No le gustaba su falta de control en los sets de filmación y nunca experimentó problemas similares durante las sesiones de fotos, en las que tenía más control sobre su actuación y podía ser más espontánea en lugar de seguir un guion. Para aliviar su ansiedad y su insomnio crónico, comenzó a consumir barbitúricos, anfetaminas y alcohol, lo que agravó sus problemas, aunque no se volvió más seriamente adicta sino hasta 1956. Según Sarah Churchwell, parte de su comportamiento, en especial más adelante, fue en respuesta a la condescendencia y el sexismo de sus coprotagonistas y directores masculinos. De manera similar, la biógrafa Lois Banner ha declarado que fue intimidada por muchos de sus directores.

### 1953: consagración
Monroe protagonizó tres películas que se estrenaron en 1953 y emergió como un símbolo sexual importante y una de las artistas más rentables de Hollywood. La primera fue la película de cine negro en Technicolor Niagara, en la que interpretó a una mujer fatal que planea asesinar a su marido, interpretado por Joseph Cotten. Darryl F. Zanuck, el entonces presidente de la 20th Century-Fox, solicitó el papel para ella. Así fue como Marilyn sustituyó a Anne Bancroft. Para entonces, Monroe y su maquillador Allan «Whitey» Snyder habían desarrollado su look y maquillaje «característico»: cejas arqueadas oscuras, piel pálida, labios rojos «relucientes» y un lunar, acompañado de melena corta rubia teñida. Según Sarah Churchwell, Niagara fue una de sus películas de más abierta sexualidad. En algunas escenas, su cuerpo estaba cubierto solo por una sábana o una toalla, lo que el público contemporáneo consideraba impactante. La escena más famosa de Niagara es una toma larga de 30 segundos desde detrás, donde camina balanceando las caderas, lo que se utilizó mucho para la mercadotecnia de la película. Cuando Niagara fue estrenada en enero de 1953, los clubes de mujeres protestaron por considerarla inmoral, pero resultó ser popular entre el público. Si bien Variety la consideró «cliché» y «morbosa», The New York Times comentó que «las cataratas y la señorita Monroe son algo digno de ver», ya que aunque Monroe puede no ser «la actriz perfecta en este momento... puede ser seductora, incluso cuando camina».
Monroe continuó atrayendo la atención usando atuendos reveladores, el más famoso en los premios Photoplay en enero de 1953, que ganó a la «Estrella en ascenso». Llevaba un ajustado vestido de lamé dorado plisado en "rayos de sol" con amplio escote, lo que llevó a la veterana estrella Joan Crawford a calificar su comportamiento de «impropio de una actriz y una dama».
Mientras Niagara convertía a Monroe en un símbolo sexual y establecía su «look» característico, su segunda película de 1953, la comedia musical satírica Los caballeros las prefieren rubias, consolidó su personaje en la pantalla de «rubia tonta». Basada en la novela de Anita Loos y su versión de Broadway, la película se centra en dos coristas «cazafortunas» interpretadas por Monroe y Jane Russell. El papel de Monroe estaba destinado a Betty Grable, quien había sido la «rubia explosiva» más popular de 20th Century-Fox en la década de 1940; Monroe la estaba eclipsando como una estrella que podía atraer tanto al público masculino como al femenino. Como parte de la campaña publicitaria, ella y Russell presionaron sus manos y pisadas en cemento húmedo afuera del Grauman's Chinese Theatre en junio. Gentlemen Prefer Blondes se estrenó poco después y se convirtió en uno de los mayores éxitos de taquilla del año. Crowther de The New York Times y William Brogdon de Variety comentaron de modo favorable sobre Monroe, destacando su interpretación de «Diamonds Are a Girl's Best Friend»; según este último, demostró la «capacidad de sexualizar una canción, así como de señalar los valores visuales de una escena con su presencia».
En septiembre, Monroe hizo su debut televisivo en el Jack Benny Show, interpretando a la mujer fantástica de Jack en el episodio «Honolulu Trip». Coprotagonizó con Betty Grable y Lauren Bacall en su tercera película del año, How to Marry a Millionaire, estrenada en noviembre. Se presentaba como una modelo ingenua que se une a sus amigas para encontrar maridos ricos, repitiendo la fórmula exitosa de Los caballeros las prefieren rubias. Fue la segunda película lanzada en Cinemascope, un formato de pantalla ancha que Fox esperaba que atrajera al público a las salas de cine, ya que la televisión comenzaba a causar pérdidas en los estudios cinematográficos. A pesar de las críticas mixtas, la película fue el mayor éxito de taquilla de Monroe hasta ese momento.
Monroe fue incluida en la encuesta anual Top Ten Money Making Stars Poll tanto en 1953 como en 1954. Según el historiador de Fox, Aubrey Solomon se convirtió en el «mayor activo» del estudio junto con el CinemaScope. Su posición como símbolo sexual líder se confirmó en diciembre de 1953, cuando Hugh Hefner la presentó en la portada y en la página central del primer número de Playboy para explotar el creciente estrellato de la actriz; Monroe no dio su consentimiento para la publicación. La imagen de la portada era una foto de ella tomada en el desfile de Miss América en 1952, y la página central mostraba una de sus fotografías desnudas de 1949, cuando era una desconocida de cabello más largo y oscuro, y se había tomado para un calendario.

### 1954-1955: conflictos con 20th Century-Fox y matrimonio con Joe DiMaggio
Monroe se había convertido en una de las estrellas más importantes de 20th Century-Fox, pero su contrato no había cambiado desde 1950, lo que significa que le pagaban mucho menos que a otras estrellas de su estatura y no podía elegir sus proyectos. Sus intentos de aparecer en películas que no se enfocarían en ella como pin-up habían sido frustrados por el director ejecutivo del estudio, Darryl F. Zanuck, que sentía una fuerte aversión por ella y no pensaba que obtendría tantos ingresos para el estudio en otros tipos de roles. Bajo la presión del propietario del estudio, Spyros Skouras, Zanuck también había decidido que Fox debería centrarse en el entretenimiento para maximizar las ganancias y canceló la producción de cualquier «película seria». En enero de 1954, suspendió a Monroe cuando ella se negó a filmar otra comedia musical, The Girl in Pink Tights, al lado de Frank Sinatra.

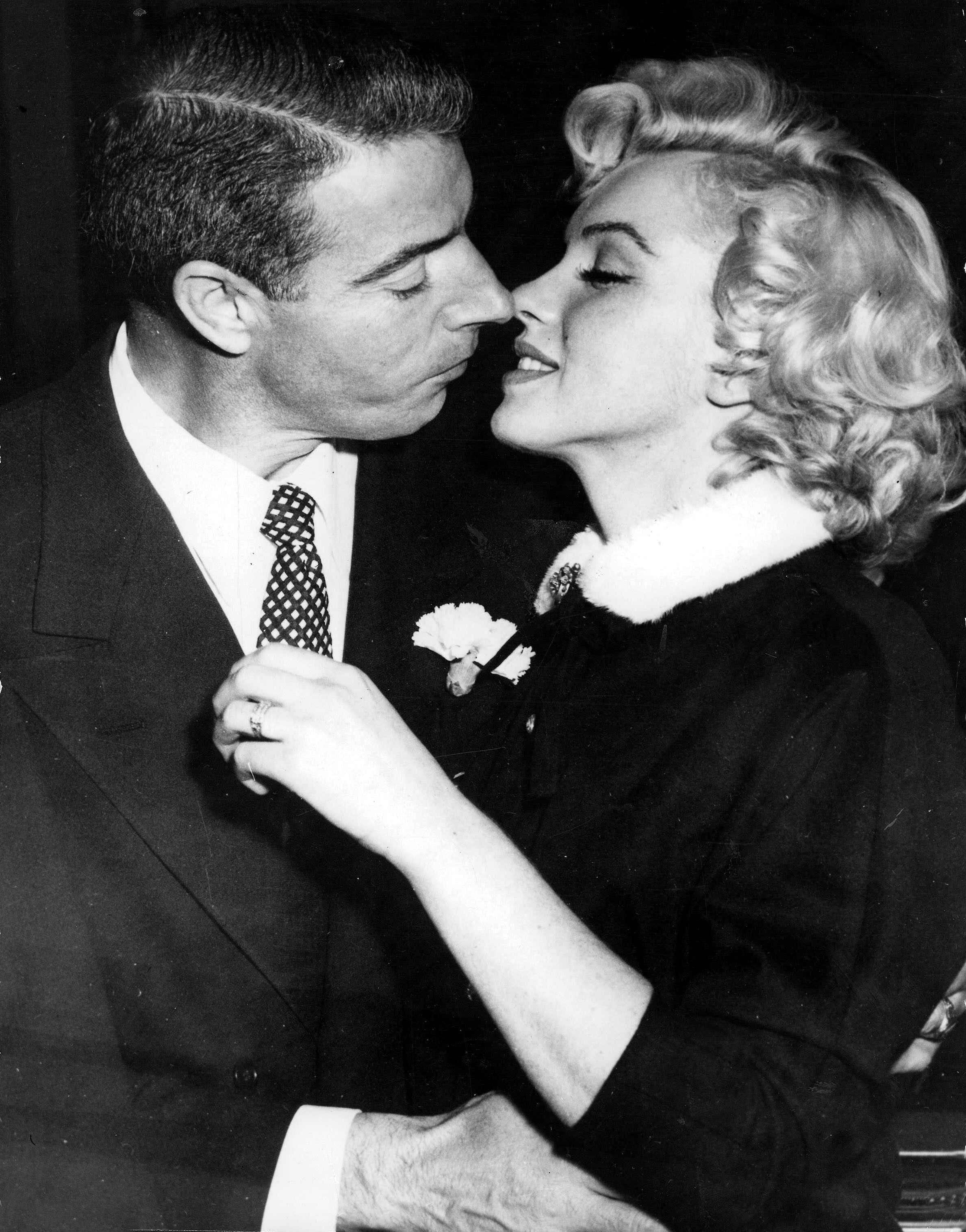
Monroe y Joe DiMaggio después de casarse en el Ayuntamiento de San Francisco en 1954.

Esta fue una noticia de primera plana, hizo que Monroe tomase medidas para contrarrestar la publicidad negativa y para fortalecer su posición en el enfrentamiento con el Estudio. El 14 de enero, ella y Joe DiMaggio se casaron en el Ayuntamiento de San Francisco. Luego viajaron a Japón, combinaron una luna de miel con su viaje de negocios. Desde Tokio, viajó sola a Corea, donde participó en un programa de USO, cantó canciones de sus películas para más de 60.000 infantes de marina de Estados Unidos durante cuatro días. Después de regresar a los Estados Unidos, fue galardonada con el premio «Estrella femenina más popular» de Photoplay. Monroe llegó a un acuerdo con Fox en marzo, con la promesa de un nuevo contrato, una bonificación de $100.000 y un papel protagónico en la adaptación cinematográfica del éxito de Broadway, The Seven Year Itch.
En abril de 1954, se estrenó River of No Return, la última película que había filmado Monroe antes de la suspensión, de Otto Preminger junto a los actores Robert Mitchum y Rory Calhoun. Ella lo llamó una «película de vaqueros de grado Z en la que la actuación terminó en segundo lugar después de la escenografía y el proceso de CinemaScope», pero fue popular entre el público. La primera película que hizo después de la suspensión fue el musical There's No Business Like Show Business, que no le gustó mucho, pero el estudio le exigió que lo hiciera por dejar de lado The Girl in Pink Tights. No tuvo éxito en su lanzamiento a finales de 1954, y muchos críticos consideraron vulgar la interpretación de Monroe.

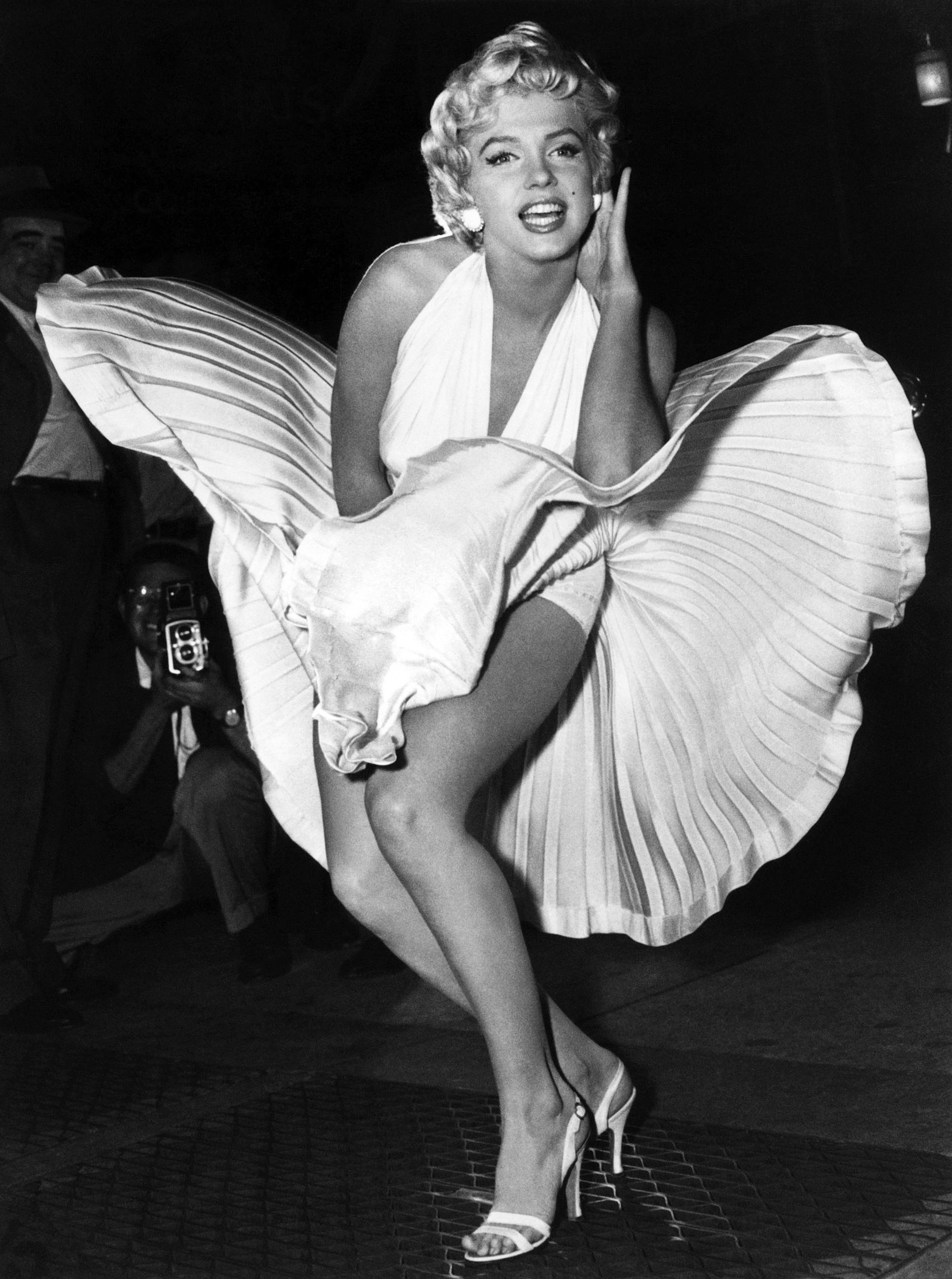
Monroe posando para fotógrafos en The Seven Year Itch (1955).

En septiembre de 1954, Monroe comenzó a filmar la comedia de Billy Wilder, The Seven Year Itch, protagonizada junto a Tom Ewell como una mujer que se convierte en el objeto de las fantasías sexuales de su vecino casado. Aunque la película se rodó en Hollywood, el estudio decidió generar publicidad anticipada al organizar el rodaje de una escena en la que Monroe está parada en la rejilla del metro con el aire inflando la falda de su vestido blanco en la avenida Lexington en Manhattan. El rodaje duró horas y atrajo a casi dos mil espectadores. La «escena de la rejilla del metro» se convirtió en una de las más famosas de Monroe y The Seven Year Itch se convirtió en uno de los mayores éxitos comerciales del año después de su lanzamiento en junio de 1955. Por su trabajo en esta película, recibió críticas positivas y su primera nominación al premio BAFTA como mejor actriz extranjera.
El truco publicitario colocó a Monroe en las portadas internacionales, y marcó el final de su matrimonio con DiMaggio, disgustado por la imagen provocativa que Monroe proyectaba. Hubo celos, actitud controladora y abuso físico. Después de regresar de Nueva York a Hollywood en octubre de 1954, Monroe solicitó el divorcio, después de nueve meses de matrimonio.
Al terminar el rodaje de The Seven Year Itch en noviembre de 1954, Monroe se fue de Hollywood a la costa este, donde ella y el fotógrafo Milton H. Greene fundaron su productora, Marilyn Monroe Productions (MMP), una acción que luego se ha llamado «instrumental» en el colapso del sistema de estudio. Monroe declaró que estaba «cansada de los mismos viejos roles sexuales» y afirmó que ya no estaba bajo contrato con Fox, ya que no había cumplido con sus deberes, como pagarle el bono prometido. Esto inició en enero de 1955 una batalla legal de un año entre ella y Fox. La prensa ridiculizó en gran medida a Monroe y fue parodiada en la obra de Broadway, Will Success Spoil Rock Hunter? (1955), en la que su doble Jayne Mansfield interpretó a una actriz tonta que inicia su compañía de producción.

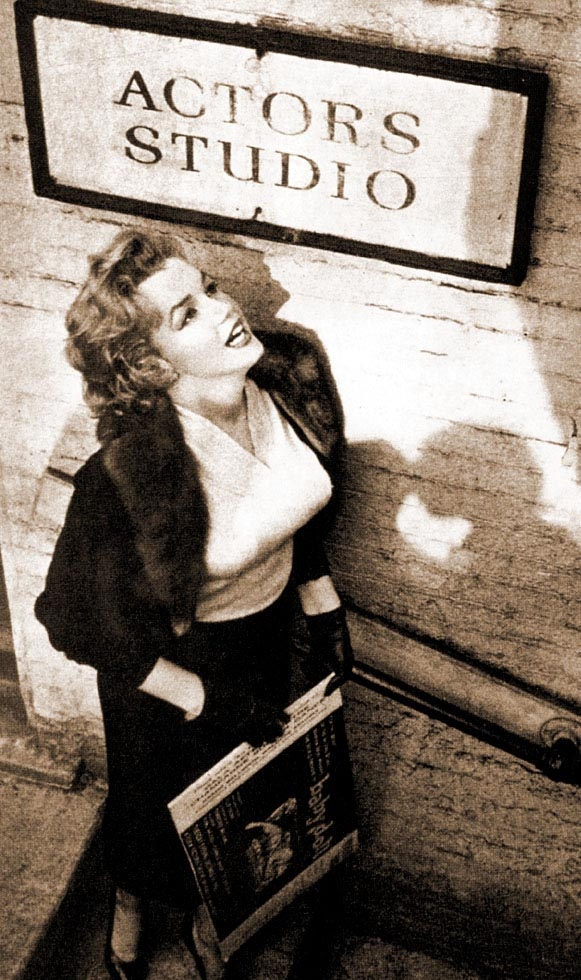
Monroe en el Actors Studio en 1961.

Después de fundar MMP, se mudó a Manhattan y pasó 1955 estudiando actuación. Por sugerencia de su amigo Truman Capote, tomó clases con Constance Collier hasta la muerte de éste. Ssistió a talleres sobre actuación de método en el Actor's Studio, dirigido por Lee Strasberg. Se acercó a Strasberg y su esposa Paula, recibió lecciones privadas en su casa debido a su timidez, y pronto se convirtió en miembro de la familia. Reemplazó a su antigua entrenadora de actuación, Natasha Lytess, por Paula; los Strasberg siguieron siendo una influencia importante durante el resto de su carrera. Monroe comenzó psicoanálisis, ya que Strasberg creía que un actor debe enfrentar sus traumas emocionales y usarlos en sus actuaciones. Cuando Strasberg consideró que ella estaba preparada para actuar frente a la clase, le sugirió que interpretase junto con Maureen Stapleton una escena de la obra Anna Christie, de Eugene O'Neill. Por su actuación en esta pieza teatral, recibió críticas muy positivas por parte de Strasberg y sus compañeros.
Monroe continuó su relación con DiMaggio a pesar del proceso de divorcio. Salió con Marlon Brando y Arthur Miller. Elia Kazan le presentó a Miller por primera vez a principios de la década de 1950. El romance entre Monroe y Miller se volvió más serio después de octubre de 1955, cuando se finalizó el divorcio de ella y él se separó de su esposa. El estudio la instó a poner fin, ya que Miller estaba siendo investigado por el FBI por acusaciones de comunismo y había sido citado por el Comité de Actividades Antiestadounidenses, pero Monroe se negó. La relación llevó al FBI a abrir un expediente sobre ella.
A finales de año, Monroe y Fox firmaron un nuevo contrato de siete años, ya que MMP no podría financiar películas por sí solo, y el estudio estaba ansioso porque Monroe volviera a trabajar para ellos. Fox le pagaría 400.000 dólares para hacer cuatro películas y le concedió el derecho a elegir sus proyectos, directores y directores de fotografía. También sería libre de hacer una película con MMP por cada película completa para Fox.

### 1956-1959: aclamación de la crítica y matrimonio con Arthur Miller

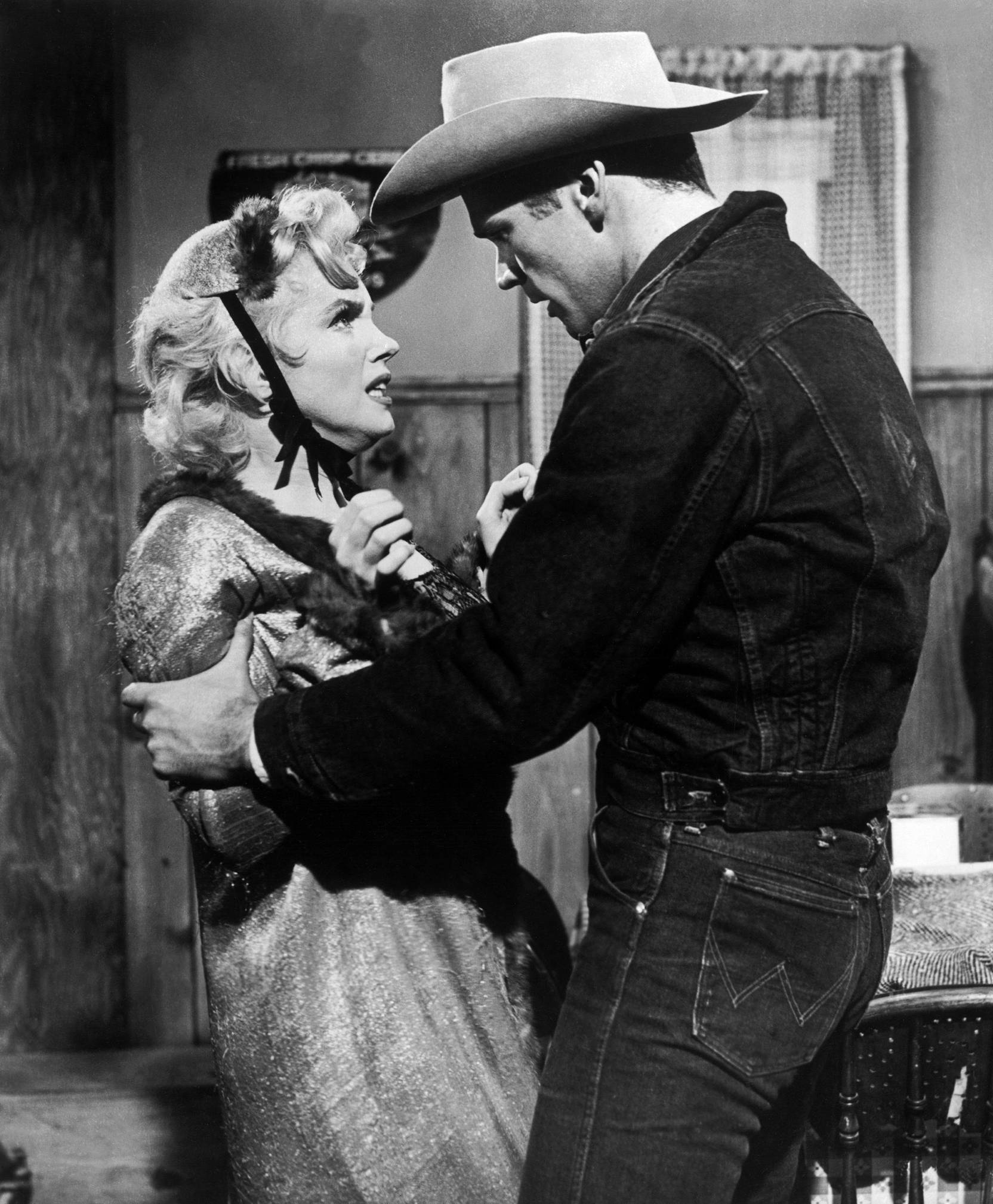
La actuación dramática de Monroe en Bus Stop (1956) marcó una desviación de sus comedias anteriores.

Monroe comenzó 1956 anunciando su victoria sobre 20th Century-Fox. La prensa ahora le fue favorable sobre su decisión de luchar contra el estudio; Time la llamó una «mujer de negocios astuta» y Look predijo que la victoria sería «un ejemplo del individuo contra la manada en los próximos años». Por el contrario, la relación de Monroe con Miller provocó comentarios negativos, como la declaración de Walter Winchell de que «la estrella rubia de cine más conocida de Estados Unidos es ahora la favorita de la intelectualidad de izquierda».
En marzo, Monroe comenzó a filmar el drama Bus Stop, su primera película bajo el nuevo contrato. Interpretó a Chérie, una cantante de salón cuyos sueños de estrellato se ven complicados por un vaquero ingenuo que se enamora de ella. Para el papel, aprendió un acento de Ozark, eligió el vestuario y el maquillaje que carecían del glamur de sus películas anteriores y proporcionó cantos y bailes de deliberada mediocridad. El director de Broadway, Joshua Logan, accedió a dirigir, a pesar de haber dudado de sus habilidades de actuación y conocer su reputación de ser difícil.
La filmación tuvo lugar en Idaho y Arizona, con Monroe «técnicamente a cargo» como jefe de MMP, a veces tomaba decisiones sobre cinematografía y Logan se adaptaba a su tardanza crónica y perfeccionista. La experiencia cambió la opinión de Logan sobre Monroe, y llegó a compararla con Charles Chaplin en su capacidad para combinar comedia y tragedia.

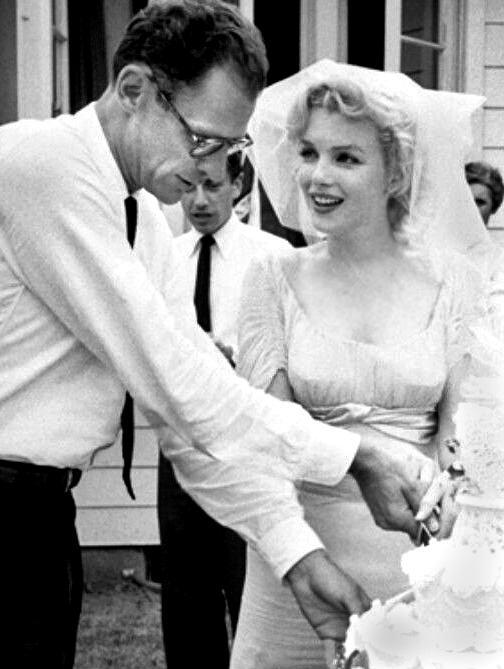
Monroe y Arthur Miller en su boda en junio de 1956.

El 29 de junio, Monroe y Miller se casaron en la corte del condado de Westchester en White Plains, Nueva York; dos días después tuvieron una ceremonia judía en la casa de Kay Brown, el agente literario de Miller, en Waccabuc, Nueva York. Con el matrimonio, Monroe se convirtió al judaísmo, lo que llevó a Egipto a prohibir todas sus películas. La prensa accedió a la casa donde se celebró el evento, pero en una de las persecuciones en busca de fotografías murió una periodista. Debido al estatus de Monroe como símbolo sexual y la imagen de Miller como intelectual, los medios de comunicación vieron la unión como un desajuste, ya que evidenciado por el titular de Variety, «Egghead Weds Hourglass» (en español: «Cabeza de Huevo se casa con Reloj de Arena»).
Bus Stop fue lanzado en agosto de 1956 y se convirtió en un éxito comercial y de crítica. The Saturday Review of Literature escribió que la actuación de Monroe «efectivamente disipa de una vez por todas la noción de que ella es simplemente una personalidad glamorosa» y Bosley Crowther del The New York Times proclamó: «Agárrense a sus sillas, todos, y prepárense para una gran sorpresa. Marilyn Monroe finalmente demostró ser una actriz». Recibió una nominación al Globo de Oro a la Mejor Actriz de una comedia o musical.

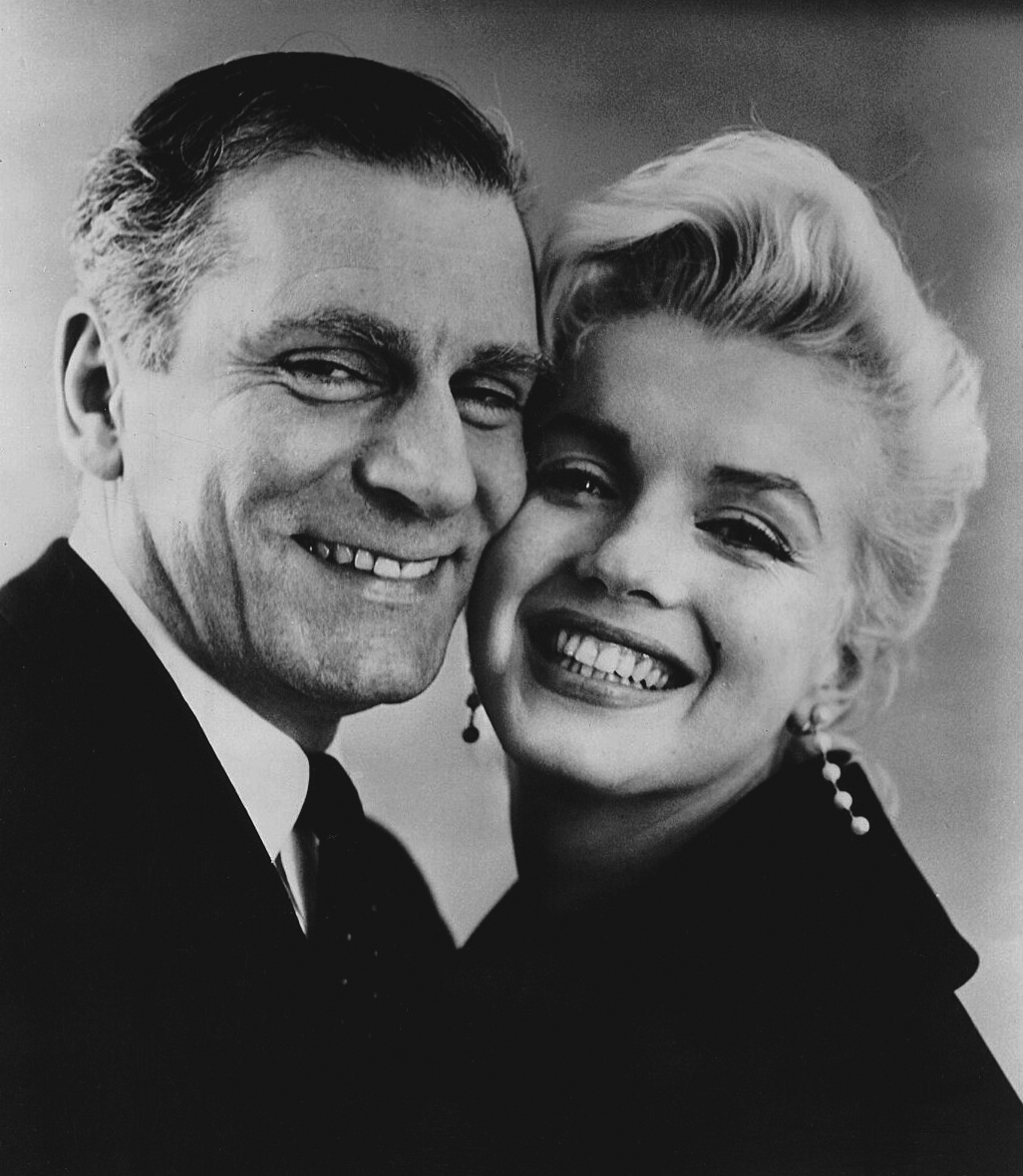
Olivier y Monroe en 1956.

En agosto, comenzó a filmar la primera producción independiente de MMP, El príncipe y la corista, en Pinewood Studios en Inglaterra. Basada en una obra de teatro de 1953 de Terence Rattigan, iba a ser dirigida, coproducida y coprotagonizada por Laurence Olivier. La producción se complicó por conflictos entre él y Monroe. Olivier, quien también había dirigido y protagonizado la obra de teatro, la enfureció con la condescendiente declaración «Todo lo que tienes que hacer es ser sexy», y con su exigencia de replicar la interpretación teatral del personaje de Vivien Leigh. Le disgustaba la presencia constante de Paula Strasberg, la entrenadora de actuación de Monroe, en el set. En represalia, Monroe dejó de cooperar y comenzó a llegar tarde, afirmando más tarde que «si no respetas a tus artistas, no pueden trabajar bien».
Monroe experimentó otros problemas durante la producción. Su dependencia de los productos farmacéuticos aumentó y, según Spoto, tuvo un aborto espontáneo. Ella y Greene también discutieron sobre cómo debería administrarse MMP. Durante este período, debido a sus trastornos emocionales y anímicos, se volvió adicta al alcohol y a los barbitúricos. A pesar de las dificultades, el rodaje se completó según lo previsto a finales de 1956. El príncipe y la corista fue lanzado a críticas mixtas en junio de 1957 y resultó impopular entre el público estadounidense. Fue mejor recibido en Europa, donde recibió el premio italiano David di Donatello y el premio francés Crystal Star y fue nominada a un BAFTA.
Después de regresar de Inglaterra, Monroe tomó una pausa de 18 meses para concentrarse en la vida familiar. Ella y Miller dividen su tiempo entre Nueva York, Connecticut y Long Island. Tuvo un embarazo ectópico a mediados de 1957 y un aborto espontáneo un año después; estos problemas pudieron relacionarse con su endometriosis. Tuvo una breve internación debido a una sobredosis de barbitúricos. Como ella y Greene no pudieron resolver sus desacuerdos sobre MMP, ella compró su parte.

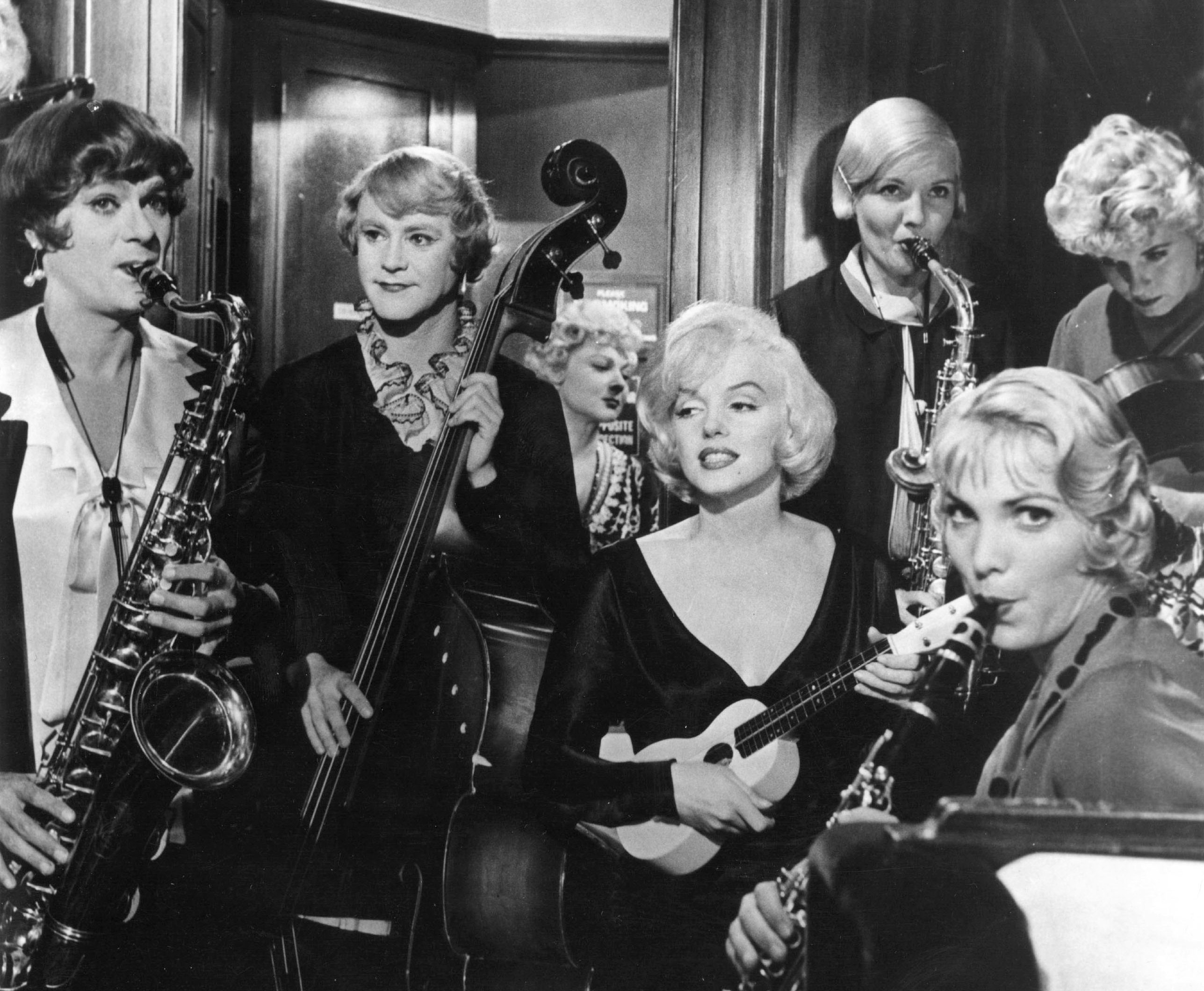
Monroe con Lemon y Curtis en Some Like it Hot (1959), por la que ganó un Globo de Oro.

Monroe regresó a Hollywood en julio de 1958 para actuar junto a Jack Lemmon y Tony Curtis en la comedia de Billy Wilder sobre roles de género, Some Like it Hot. Consideró el papel de Sugar Kane como otra «rubia tonta», pero lo aceptó debido al estímulo de Miller y la oferta del diez por ciento de las ganancias además de su salario estándar. La difícil producción de la película se ha convertido desde entonces en «legendaria». Monroe exigió docenas de repeticiones, y no recordó sus líneas ni actuó como se le indicó. Curtis declaró que besarla era «como besar a Hitler» debido a la cantidad de repeticiones.
La propia Monroe comparó en privado la producción con un barco que se hunde y comentó sobre sus coprotagonistas y el director de formas negativas. Muchos de los problemas surgieron de ella y Wilder—que tenía fama de ser difícil— en desacuerdo sobre cómo debería desempeñar el papel. Ella lo enfureció al pedirle que modificara muchas de sus escenas, lo que a su vez empeoró su miedo escénico, y se sugiere que arruinó varias escenas para actuar a su manera.
Al final, Wilder estaba contento con la actuación de Monroe y declaró: «!Cualquiera puede recordar líneas, pero se necesita un artista real para entrar en el set y no conocer sus líneas y aun así dar la interpretación que ella hizo!». Some Like It Hot se convirtió en un éxito comercial y de crítica cuando se lanzó en marzo de 1959. La actuación de Monroe le valió un Globo de Oro a la Mejor Actriz y llevó a Variety a llamarla «una comediante con esa combinación de atractivo sexual y sincronización que simplemente no se puede superar». La cinta también consiguió cinco nominaciones a los premios Óscar. Más tarde, Wilder comentó que esta película fue uno de los logros más importantes de toda su carrera. Ha sido votada como una de las mejores películas jamás realizadas en encuestas por la BBC, el American Film Institute, y Sight & Sound.

### 1960-1962: declive profesional y dificultades personales

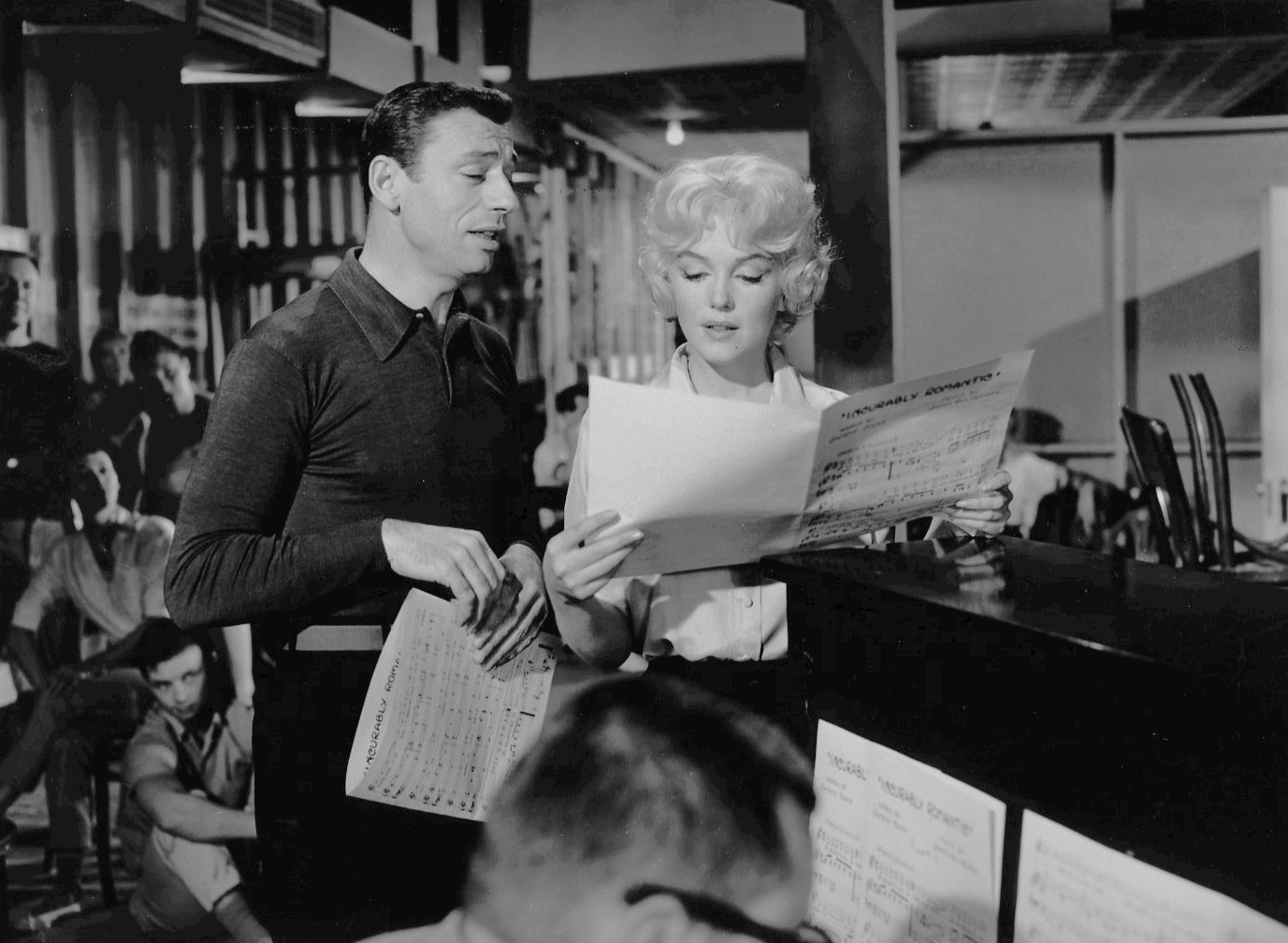
Monroe con Yves Montand en Let's Make Love (1960), que aceptó hacer solo para cumplir su contrato con Fox.

Monroe tomó otra pausa hasta finales de 1959, cuando protagonizó la comedia musical Let's Make Love. Eligió a George Cukor para dirigir y Miller reescribió parte del guion, que consideró débil. Los cambios que realizó el dramaturgo hicieron que Gregory Peck rechazara encarnar el papel principal del filme; Cary Grant, Charlton Heston, Yul Brynner y Rock Hudson también lo rechazaron, por lo que el estudio se lo ofreció al actor y cantante francés Yves Montand. Aceptó el papel porque estaba atrasada en su contrato con Fox. La producción se vio retrasada por sus frecuentes ausencias al set. Durante el rodaje, tuvo una aventura extramatrimonial con Montand, que fue informada por toda la prensa y utilizada en la campaña publicitaria.
Let's Make Love no tuvo éxito tras su lanzamiento en septiembre de 1960. Crowther la describió como «bastante desordenada» y «carente... del viejo dinamismo de Monroe». Hedda Hopper la calificó como «la película más vulgar [de Monroe] jamás realizada». Truman Capote presionó para que Monroe interpretara a Holly Golightly en una adaptación cinematográfica de Breakfast at Tiffany's, pero el papel fue para Audrey Hepburn ya que sus productores temían que ella complicara la producción. Durante este período, la salud y el estado emocional de Monroe se fueron deteriorando mucho. Por las noches, para combatir su insomnio, llamaba con frecuencia por teléfono al Dr. Ralph Greenson, su psiquiatra y psicoanalista. Visitó a otros médicos cuando él lo creía necesario.
La última película que Monroe completó fue The Misfits, de John Huston, que Miller había escrito para darle un papel dramático. Interpretó a una recién divorciada que se hace amiga de tres vaqueros envejecidos, interpretados por Clark Gable, Eli Wallach y Montgomery Clift. El rodaje en el desierto de Nevada entre julio y noviembre de 1960 fue difícil. El matrimonio de Monroe y Miller terminó, y comenzó una nueva relación con la fotógrafa de plató Inge Morath.

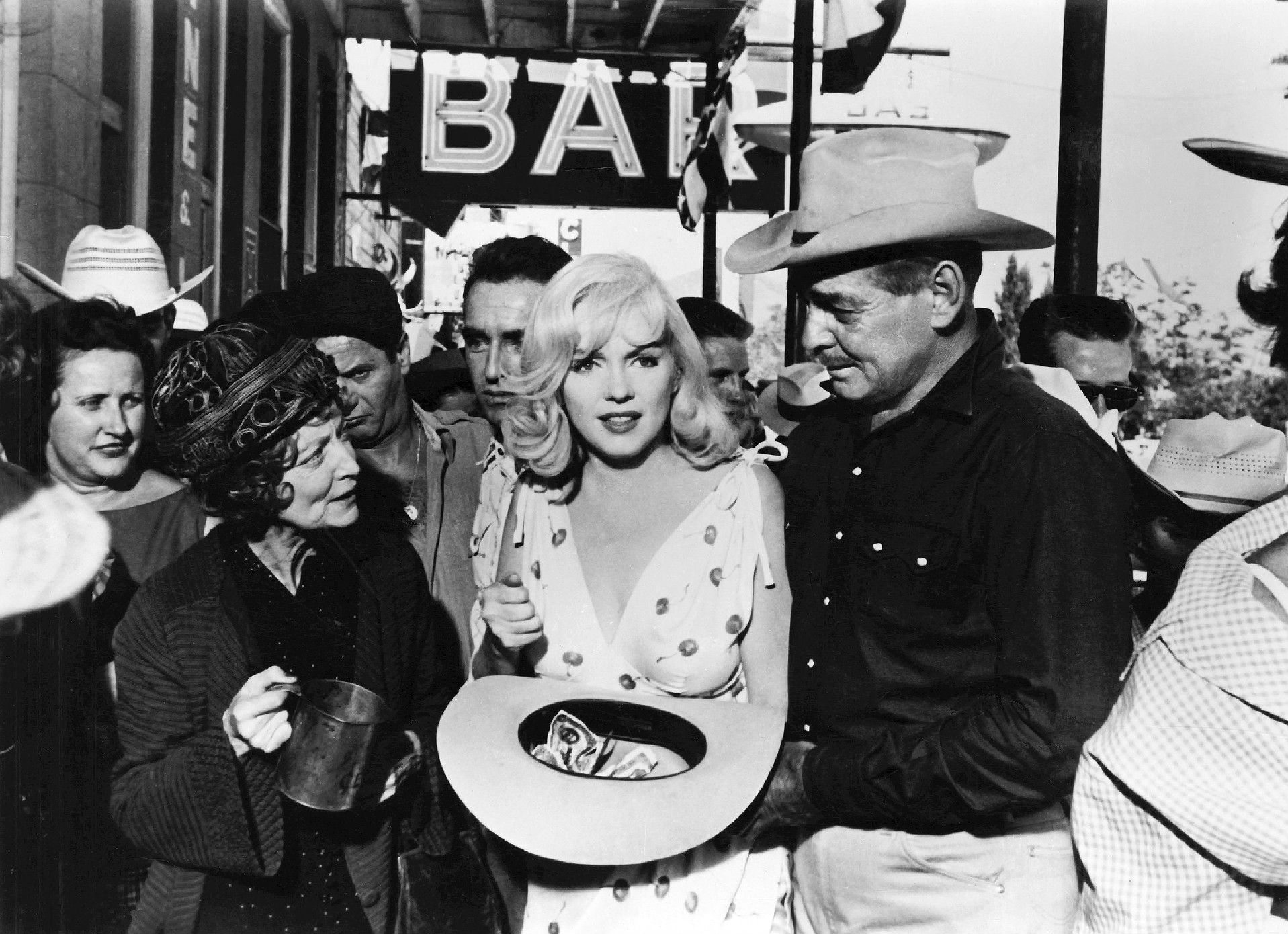
Monroe, Estelle Winwood, Eli Wallach, Montgomery Clift, y Clark Gable en The Misfits (1961). Fue la última película completada por Monroe y Gable, quienes fallecieron dos años después.

A Monroe le disgustaba que hubiera basado su papel en parte en su vida y lo consideraba inferior a los roles masculinos. También luchó con el hábito de Miller de reescribir escenas la noche antes de la filmación. Su salud empeoraba: le dolían los cálculos biliares y su adicción a las drogas era tan severa que por lo general debía ser maquillada mientras aún dormía bajo la influencia de barbitúricos. Su estado anímico no era bueno: faltaba con frecuencia al rodaje y tenía dificultades para concentrarse. En agosto, la filmación se detuvo para que pasara una semana en un hospital de desintoxicación. Los periódicos informaron que estaba cerca de la muerte, pero no revelaron las causas.
Regresó a Nevada y terminó de filmar la película. A pesar de sus problemas, Huston declaró que cuando Monroe estaba actuando, «no estaba fingiendo una emoción. Era real. Ella iría a lo más profundo de sí misma, la encontraría y la haría consciente».
Monroe y Miller se separaron después de la filmación y ella obtuvo el divorcio mexicano en enero de 1961. The Misfits se estrenó el mes siguiente, fracasó en la taquilla. Sus críticas fueron variadas, con Variety quejándose del desarrollo de personajes «entrecortados», y Bosley Crowther llamando a Monroe «completamente en blanco e insondable» y afirmando que «desafortunadamente para la estructura de la película, todo gira en su contra». Ha recibido críticas más favorables en el siglo XXI. Geoff Andrew del British Film Institute lo ha calificado de clásico, el académico de Huston, Tony Tracy ha descrito la actuación de Monroe como «la interpretación más madura de su carrera», y Geoffrey McNab de The Independent la ha elogiado por ser «extraordinaria» al retratar el «poder de empatía» del personaje. Durante los siguientes meses, la adicción de Monroe a los fármacos y al alcohol la llevaron al borde de la muerte.

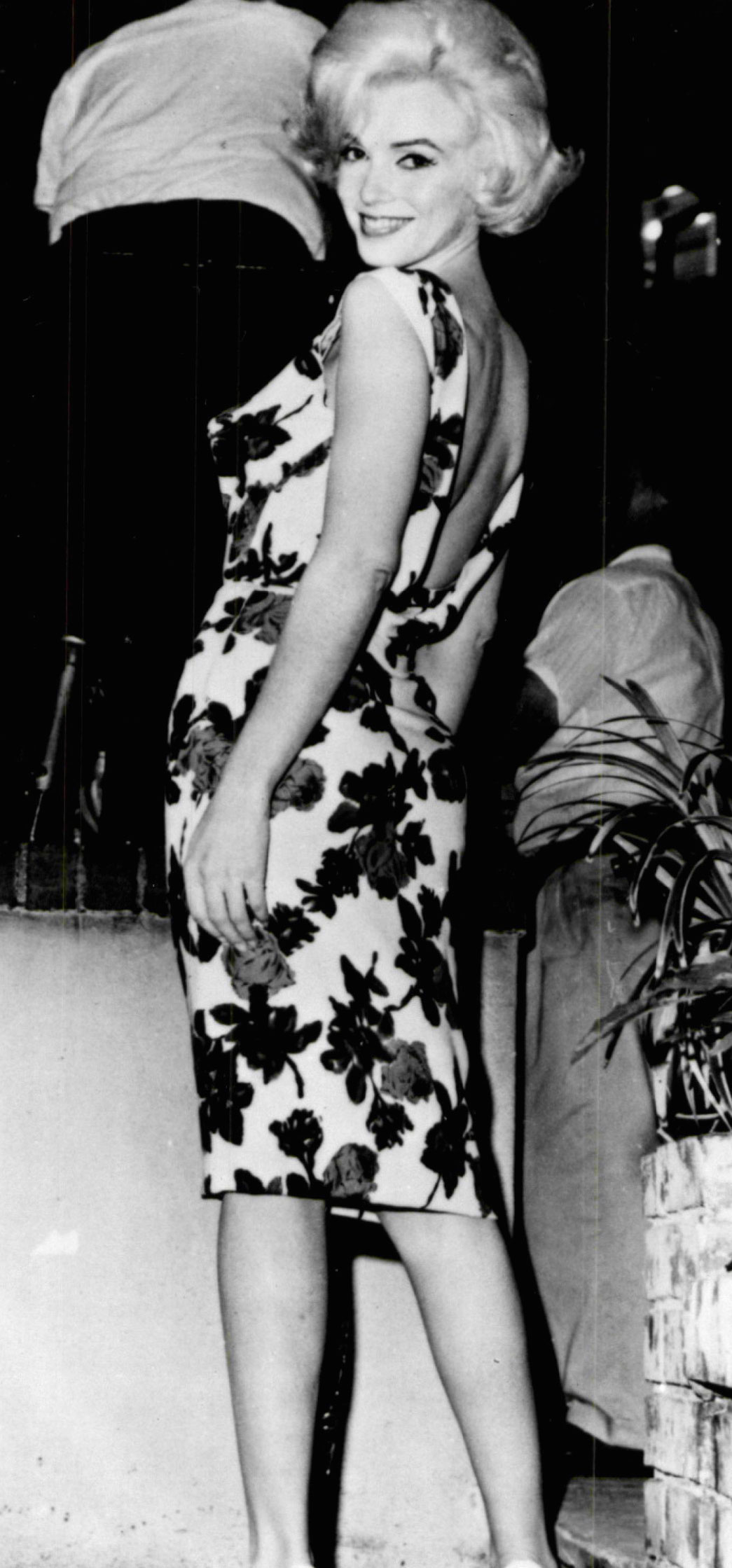
Monroe en el set de rodaje de Something's Got to Give. Estuvo ausente durante la mayor parte de la producción debido a una enfermedad y fue despedida por Fox en junio de 1962, dos meses antes de su muerte.

Monroe fue la siguiente en protagonizar una adaptación televisiva de Rain de W. Somerset Maugham para NBC, pero el proyecto fracasó porque la cadena no quería contratar a su director elegido, Lee Strasberg. En lugar de trabajar, pasó los primeros seis meses de 1961 preocupada por su salud. Se sometió a una colecistectomía y una cirugía para su endometriosis, y pasó cuatro semanas hospitalizada por depresión. Fue ayudada por su exmarido Joe DiMaggio, con quien reavivó una amistad, y salió con su amigo, Frank Sinatra, por varios meses. Monroe también se mudó permanentemente a California en 1961, comprando una casa en 12305 Fifth Helena Drive en Brentwood, Los Ángeles a principios de 1962.
Monroe volvió al ojo público en la primavera de 1962. Recibió un Globo de Oro a la «Película Favorita Mundial» y comenzó a rodar una película para Fox, Something's Got to Give, una nueva versión de Mi mujer favorita (1940). Iba a ser coproducida por MMP, dirigida por George Cukor y coprotagonizada por Dean Martin y Cyd Charisse. Días antes de que comenzara la filmación, Monroe contrajo sinusitis. A pesar del consejo médico de posponer la producción, Fox la inició como estaba previsto a finales de abril.
Monroe estuvo demasiado enferma para trabajar durante la mayor parte de las siguientes seis semanas, pero a pesar de las confirmaciones de varios médicos, el estudio la presionó alegando que fingía. El 19 de mayo, se tomó un descanso para cantar «Feliz cumpleaños, Sr. Presidente» en el escenario de la celebración del cumpleaños anticipado del presidente John F. Kennedy en el Madison Square Garden de Nueva York. Llamó la atención con su atuendo: un ceñido vestido beige cubierto de pedrería, que la hacía parecer desnuda. El viaje de Monroe a Nueva York causó aún más irritación a los ejecutivos de Fox, que querían que ella lo cancelara.
A continuación, Monroe filmó una escena para Something's Got to Give en la que nadaba desnuda en una piscina. Para generar publicidad, se invitó a la prensa a realizar fotografías; estas se publicaron en Life. Esta fue la primera vez que una estrella importante posó desnuda en el apogeo de su carrera. Cuando estuvo de baja por enfermedad durante días, Fox decidió que no podía permitirse que otra película se retrasara cuando ya estaba luchando con los crecientes costos de Cleopatra (1963). El 7 de junio, Fox despidió a Monroe y la demandó por $750.000 en daños. Fue reemplazada por Lee Remick, pero después de que Martin se negó a hacer la película con alguien que no fuera Monroe, Fox también lo demandó y cerró la producción. El estudio culpó a Monroe por la desaparición de la película y comenzó a difundir publicidad negativa sobre ella, incluso alegando que tenía un trastorno mental.
Fox pronto lamentó su decisión y reabrió las negociaciones con Monroe a finales de junio; un acuerdo sobre un nuevo contrato, que incluye la reanudación de Something's Got to Give y un papel protagónico en la comedia negra, What a Way to Go! (1964) y la comedia musical Irma la Douce, se alcanzaron más tarde ese verano. También planeaba protagonizar una película biográfica de Jean Harlow. Para reparar su imagen pública, Monroe participó en varias empresas publicitarias, incluidas entrevistas para Life y Cosmopolitan y su primera sesión de fotos para Vogue. Para Vogue, ella y el fotógrafo Bert Stern colaboraron en dos series de fotografías, una editorial de moda estándar y otra de ella posando desnuda, que se publicaron póstumamente con el título La Última Sesión.

## Muerte y funeral
Durante sus últimos meses, Monroe vivió en 12305 Fifth Helena Drive en el vecindario Brentwood de Los Ángeles. Su ama de llaves Eunice Murray estaba pasando la noche en la casa la noche del 4 de agosto de 1962. Murray se despertó a las 3:00 a. m. del 5 de agosto y sintió que algo andaba mal. Vio luz debajo de la puerta del dormitorio de Monroe, pero no pudo obtener una respuesta y encontró la puerta cerrada. Murray luego llamó al psiquiatra de Monroe, Ralph Greenson, quien llegó a la casa poco después e irrumpió en el dormitorio a través de una ventana para encontrar a Monroe muerta en su cama. El médico de Monroe, Hyman Engelberg, llegó alrededor de las 3:50 a. m. y la declaró muerta en el lugar. 
A las 4:55 de la madrugada, el jefe del Departamento de Policía de Los Ángeles, Jack Clemmons, recibió una llamada inquietante. Su interlocutor era el doctor Greenson, psiquiatra, y el mensaje era claro: la actriz había muerto. Clemmons fue el primero en llegar al lugar y advirtió una serie de incongruencias en los testimonios de los dos médicos y el ama de llaves, que se mostraban muy nerviosos y se habían retrasado sospechosamente en avisar a las autoridades. La escena de la muerte parecía alterada, las sábanas estaban cambiadas y limpias y el cuerpo había sido movido. Clemmons notó que, a esa hora, la señora Murray estaba lavando ropa, lo que le causó gran sorpresa. Las livideces del cadáver no coincidían con la postura antinatural en la que yacía el cuerpo. En principio, tampoco había agua ni jarra ni vaso con que hubiera podido ingerir las pastillas, hecho que el oficial de la Policía hizo notar a los médicos. Más tarde, en la escena aparecería muy oportunamente un vaso con la llegada de otros policías y forenses.
Monroe murió entre las 8:30 p. m. y 10:30 p. m. del 4 de agosto y el informe de toxicología mostró que la causa de la muerte fue una intoxicación aguda por barbitúricos. Tenía 8 mg% (miligramos por 100 mililitros de solución) de hidrato de cloral y 4,5 mg% de pentobarbital (Nembutal) en la sangre y 13 mg% de pentobarbital en el hígado. Se encontraron frascos de medicamentos vacíos junto a su cama. Se descartó la posibilidad de que Monroe hubiera tenido una sobredosis accidental porque las dosis encontradas en su cuerpo estaban varias veces por encima del límite letal.

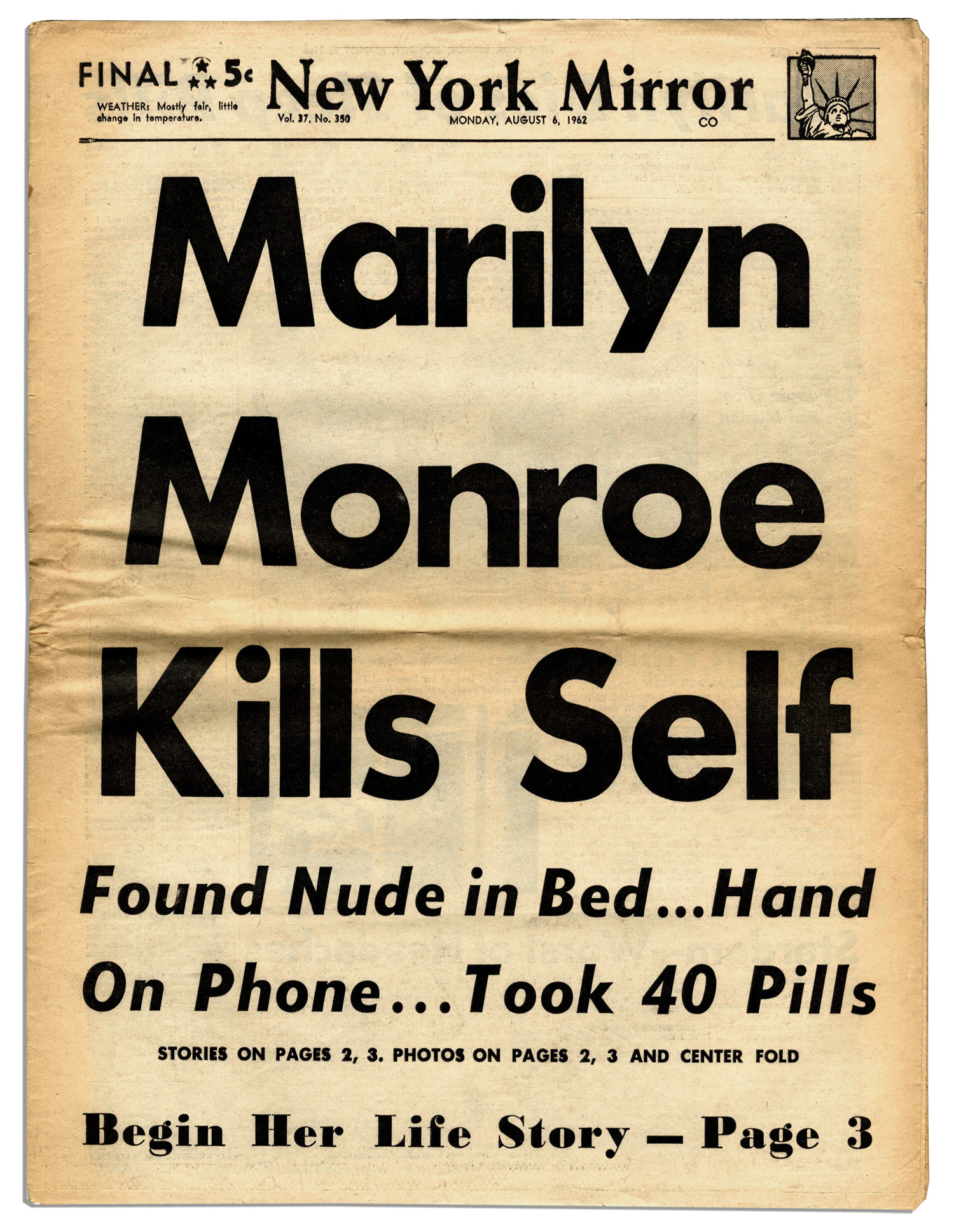
Portada del New York Mirror el 6 de agosto de 1962.

El Departamento Forense del Condado de Los Ángeles recibió asistencia en su investigación del Equipo de Prevención del Suicidio de Los Ángeles, que tenía conocimientos especializados sobre el suicidio. Los médicos de Monroe declararon que había sido «propensa a miedos severos y depresiones frecuentes» con «cambios de humor abruptos e impredecibles», y que había tenido sobredosis varias veces en el pasado, posiblemente intencionalmente. Debido a estos hechos y a la falta de cualquier indicio de juego sucio, el forense adjunto Thomas Noguchi clasificó su muerte como probable suicidio. Por falta de pruebas, muchos creen que fue asesinada. Sus médicos, Greenson y Engelberg, le recetaban diversos barbitúricos que pudieron acumularse en su organismo hasta alcanzar niveles peligrosos para la vida. Se cree que Marilyn falleció bastantes horas antes de que se diera aviso a las autoridades y que su habitación había sido manipulada y organizada convenientemente antes de la llamada telefónica. La hipótesis del suicidio distraería la atención sobre la posible responsabilidad de sus médicos personales en la muerte y los salvaría de cualquier imputación penal.
La repentina muerte de Monroe fue noticia de primera plana en Estados Unidos y Europa. Según Lois Banner, «se dice que la tasa de suicidios en Los Ángeles se duplicó el mes después de su muerte; la tasa de circulación de la mayoría de los periódicos se expandió ese mes», y el Chicago Tribune informó que habían recibido cientos de llamadas telefónicas de miembros del público solicitando información sobre su muerte. El artista francés Jean Cocteau comentó que su muerte «debería servir como una terrible lección para todos aquellos, cuya principal ocupación consiste en espiar y atormentar a las estrellas de cine», su ex coprotagonista Laurence Olivier la consideró «la víctima total de la confusión y la sensación», y el director de Bus Stop, Joshua Logan, declaró que ella era «una de las personas menos apreciadas del mundo».

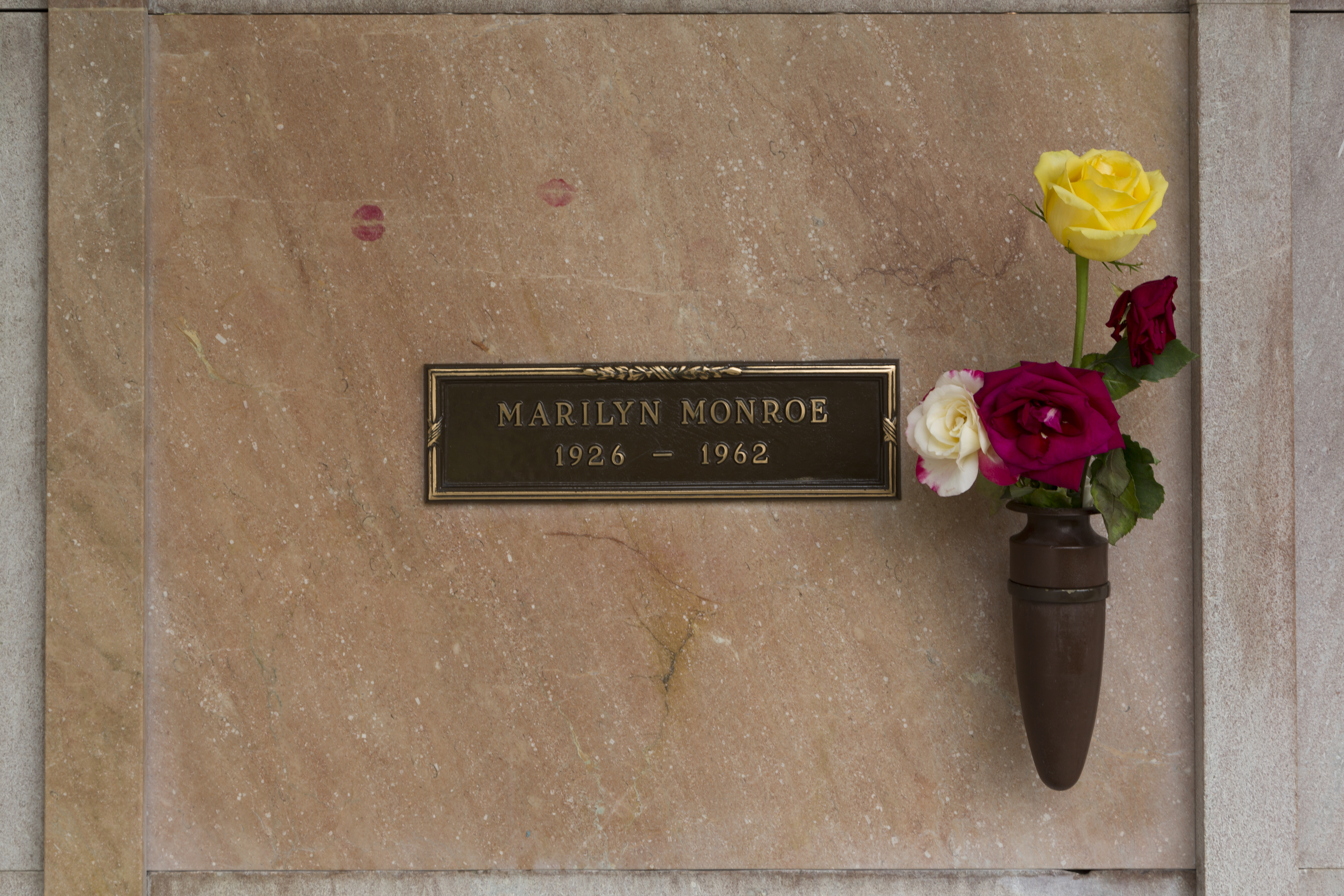
Cripta de Marilyn Monroe ubicada en el cementerio Westwood Village Memorial Park en Westwood Village.

Su funeral fue realizado en el cementerio Westwood Village Memorial Park el 8 de agosto. Este fue privado y solo asistieron sus asociados más cercanos. El servicio fue organizado por Joe DiMaggio, la media hermana de Monroe, Berniece Baker Miracle, y la gerente comercial de Monroe, Inez Melson. Cientos de espectadores llenaron las calles alrededor del cementerio. Posteriormente, Monroe fue sepultada en la Cripta n.º 24 en el Corredor de los Recuerdos.
En las décadas siguientes, se han introducido varias teorías de conspiración, incluido el asesinato y la sobredosis accidental, para contradecir el suicidio como causa de la muerte de Monroe. La especulación de que Monroe había sido asesinada ganó la atención generalizada por primera vez con la publicación de Marilyn: A Biography de Norman Mailer en 1973, y en los años siguientes se generalizó lo suficiente como para que el fiscal de distrito del condado de Los Ángeles, John Van de Kamp, llevara a cabo una «investigación de umbral» en 1982 para ver si debía abrirse una investigación penal. No se encontraron evidencias que apuntaran a un asesinato.

## Personalidad y recepción
La década de 1940 fue el apogeo de las actrices que eran percibidas como duras e inteligentes, tales como Katharine Hepburn y Barbara Stanwyck, que habían atraído a un público dominado por mujeres durante los años de la guerra. 20th Century-Fox quería que Monroe fuera una estrella de la nueva década que atrajera hombres a los cines, y la veían como un reemplazo para la ya considerada mayor Betty Grable, su «rubia explosiva» más popular de la década de 1940. Según el estudioso del cine Richard Dyer, la imagen de estrella para Monroe fue diseñada principalmente hacia la «mirada masculina».

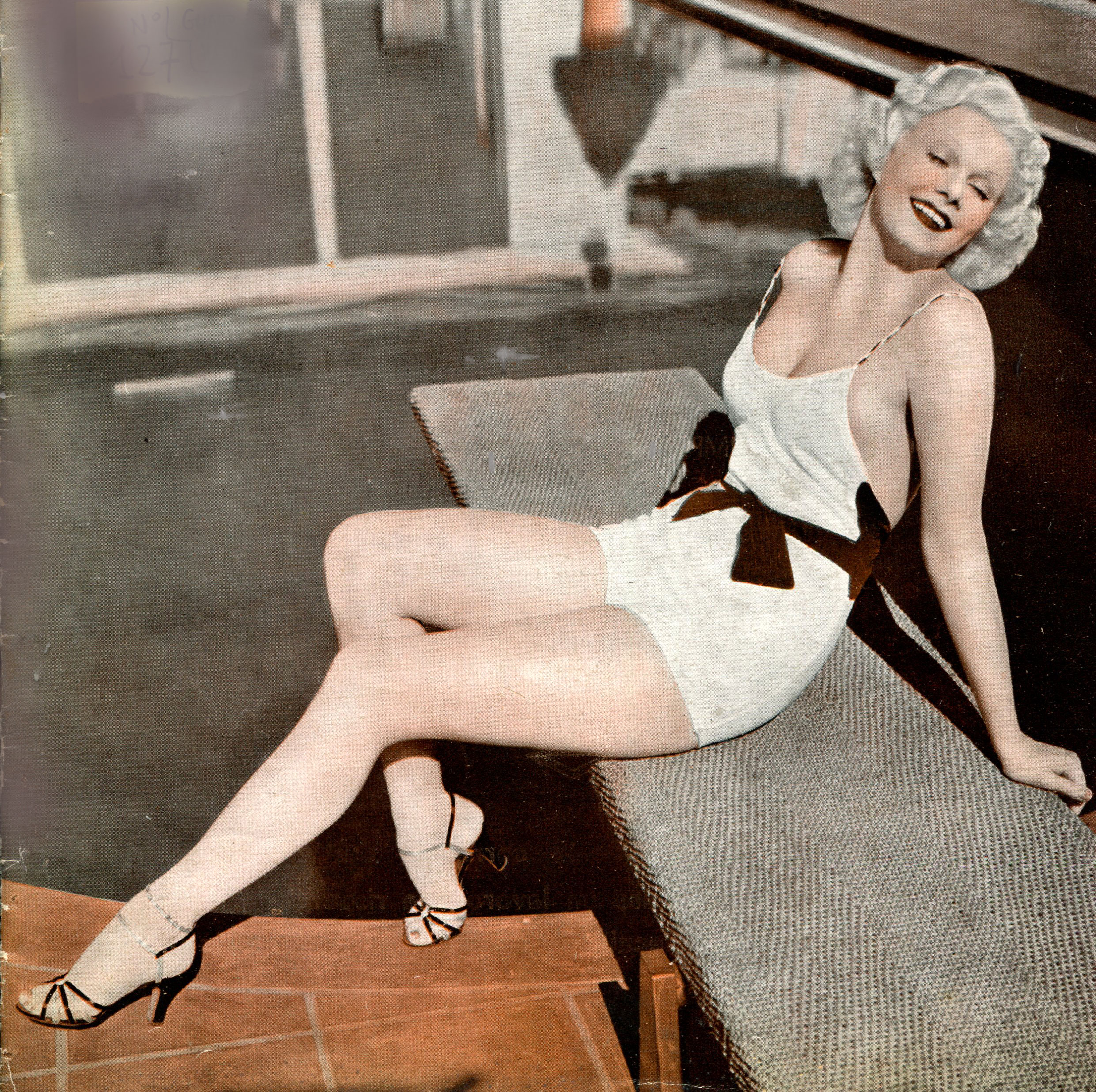
La actriz Jean Harlow en 1934, Monroe se inspiró en ella para elaborar su propia imagen.

Desde el principio, Monroe jugó un papel importante en la creación de su imagen pública, y hacia el final de su carrera ejerció un control casi total sobre ella. Ideó muchas de sus estrategias publicitarias, cultivó amistades con columnistas de chismes como Sidney Skolsky y Louella Parsons, y controló el uso de sus imágenes. Además de Grable, a menudo se la comparaba con otra rubia icónica, la estrella de cine de los años 30 Jean Harlow. La comparación fue motivada en parte por Monroe, quien nombró a Harlow como su ídolo de la infancia, quería interpretarla en una película biográfica e incluso contrató al estilista de Harlow para teñir su cabello.
La personalidad de Monroe dentro de la pantalla se centró en su cabello rubio y los estereotipos asociados con él, especialmente la estupidez, la ingenuidad, la disponibilidad sexual y la artificialidad. A menudo declamaba con una voz entrecortada e infantil en sus películas, y en las entrevistas daba la impresión de que todo lo que decía era «completamente inocente y sin cálculo», parodiándose a sí misma con frases de doble sentido que llegaron a conocerse como «monroeísmos». Por ejemplo, cuando le preguntaron qué tenía (que ropa llevaba puesta) en una sesión de fotos que se tomó desnuda en 1949, ella respondió: «Tenía la radio encendida».

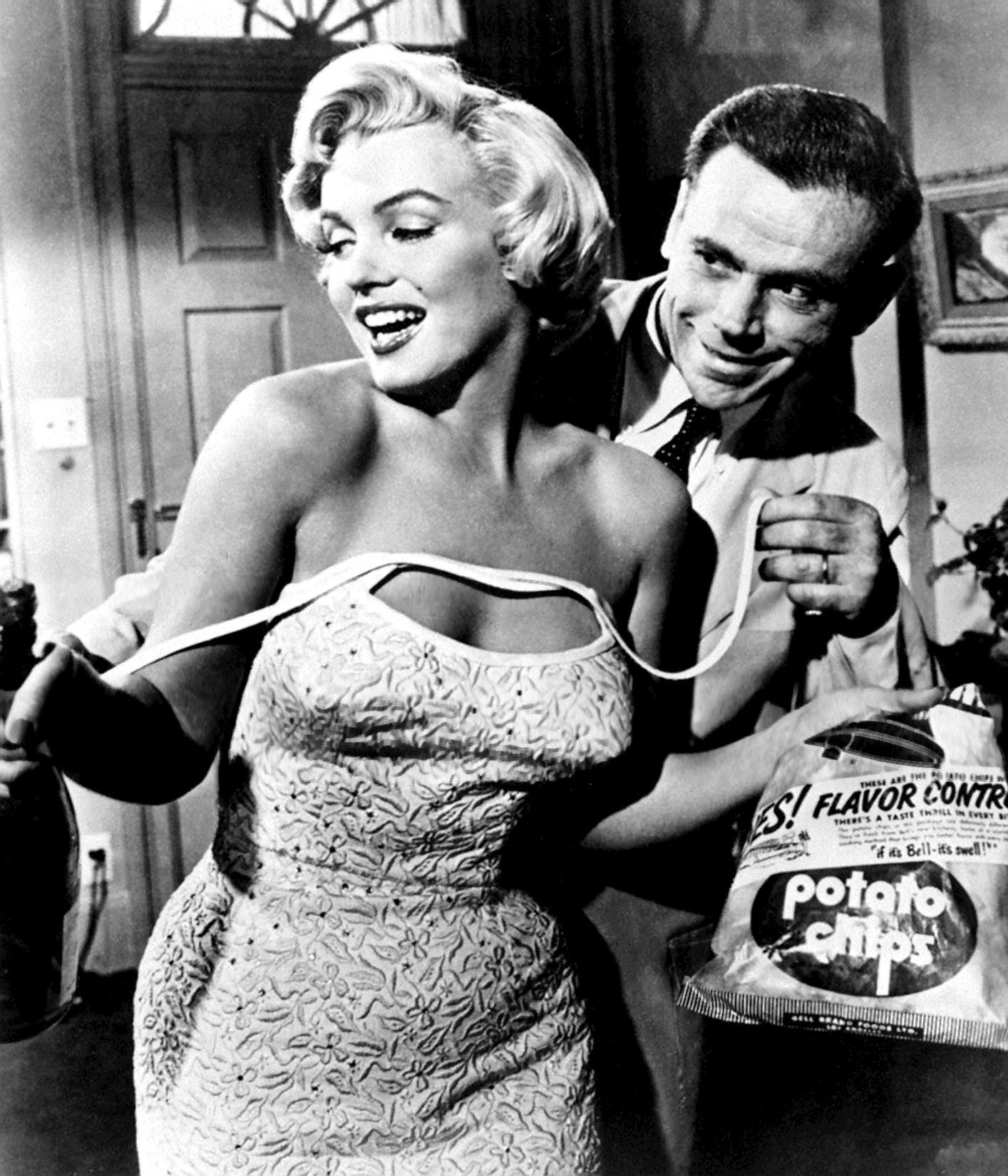
Como se ve en esta foto publicitaria para The Seven Year Itch (1955), Monroe vestía atuendos ceñidos que realzaban su atractivo sexual.

En sus películas, Monroe solía interpretar a «la chica», solo únicamente definida por su género. Sus papeles eran casi siempre de coristas, secretarias o modelos; ocupaciones donde «la mujer se exhibe, para el placer de los hombres». Monroe comenzó su carrera como modelo pin-up y se destacó por su figura de reloj de arena. A menudo se la posicionaba de manera específica en escenas de películas para que su silueta curvilínea estuviera en exhibición y, con frecuencia, posaba como una pin-up en fotografías publicitarias. Su distintivo andar con balanceo de caderas también llamó la atención sobre su cuerpo y le valió el sobrenombre de «la chica del andar horizontal». Monroe a menudo vestía de blanco para enfatizar su «rubiez» y llamaba la atención con atuendos reveladores que enfatizaban su silueta. Sus trucos publicitarios a menudo giraban en torno a que su ropa fuera sorprendentemente reveladora o incluso teniendo desnudez accidental con, en realidad premeditados, «accidentes» de vestuario, como cuando un tirante de su vestido se le caía del hombro durante una conferencia de prensa. En las historias de la prensa, Monroe fue retratada como la encarnación del sueño americano, una chica que había pasado de una infancia miserable al estrellato de Hollywood. Historias sobre su tiempo con familias adoptivas y en orfanatos fueron exageradas e incluso parcialmente inventadas. El estudioso del cine Thomas Harris escribió que sus raíces de clase trabajadora y la falta de familia la hacían parecer más disponible sexualmente, «la compañera de juegos ideal», en contraste con su contemporánea, Grace Kelly, quien también fue promocionada como una rubia atractiva, pero debido a su origen de clase alta fue percibida como una actriz sofisticada, inalcanzable para la mayoría de los espectadores masculinos.
Marilyn Monroe tenía varias facetas muy marcadas en su personalidad. Era una mujer que prodigaba una gran feminidad y vulnerabilidad, glamur y seducción muy estudiados, muy consciente de sus dones y sexualmente muy atractiva. En la sociedad de su época, a veces la gente pensaba que era menos inteligente de lo que realmente era; para ella era muy importante lo que opinaban las personas más cercanas. Desarrolló una personalidad neurótica, depresiva y obsesiva que revelaba carencias de afecto en su niñez y primera juventud que afectaban a su trabajo en el plató: llegaba tarde a los rodajes, manifestaba ataques de pánico o bien, conductas impulsivas súbitas.

Aunque la personalidad de Monroe en la pantalla como una rubia tonta pero sexualmente atractiva era un acto cuidadosamente elaborado; el público y los críticos de cine creían que era su verdadera personalidad. Esto se convirtió en un obstáculo cuando quería desempeñar otro tipo de roles o ser respetada como empresaria. La académica Sarah Churchwell estudió narrativas sobre Monroe y ha declarado:
El mayor mito es que ella era tonta. La segunda es que era frágil. La tercera es que no pudo actuar. Ella estaba lejos de ser tonta, aunque no tenía una educación formal, y era muy sensible al respecto. Pero en verdad era muy inteligente— y muy dura. Tenía que ser ambas cosas para vencer al sistema de estudios de Hollywood en la década de 1950.[...] La rubia tonta era un papel—¡era actriz, por el amor de Dios! Una actriz tan buena que ahora nadie cree que ella fuera otra cosa que lo que retrató en la pantalla.
La biógrafa Lois Banner escribe que Monroe a menudo parodiaba sutilmente su condición de símbolo sexual en sus películas y apariciones públicas, y que «el personaje de 'Marilyn Monroe' que creó era un arquetipo brillante, que se interpone entre Mae West y Madonna en la tradición de Estafadores de género del siglo XX». La propia Monroe declaró que West influyó en ella, aprendiendo «algunos trucos de ella: esa impresión de reírse o burlarse de su propia sexualidad». Estudió comedia en clases impartidas por la mimo y bailarina Lotte Goslar, famosa por sus cómicas representaciones teatrales, y Goslar también la instruyó en platós de filmación. En Gentlemen Prefer Blondes, una de las películas en las que interpretó a una rubia tonta arquetípica, Monroe tenía la frase «Puedo ser inteligente cuando es importante, pero a la mayoría de los hombres no les gusta» agregada a las líneas de su personaje.

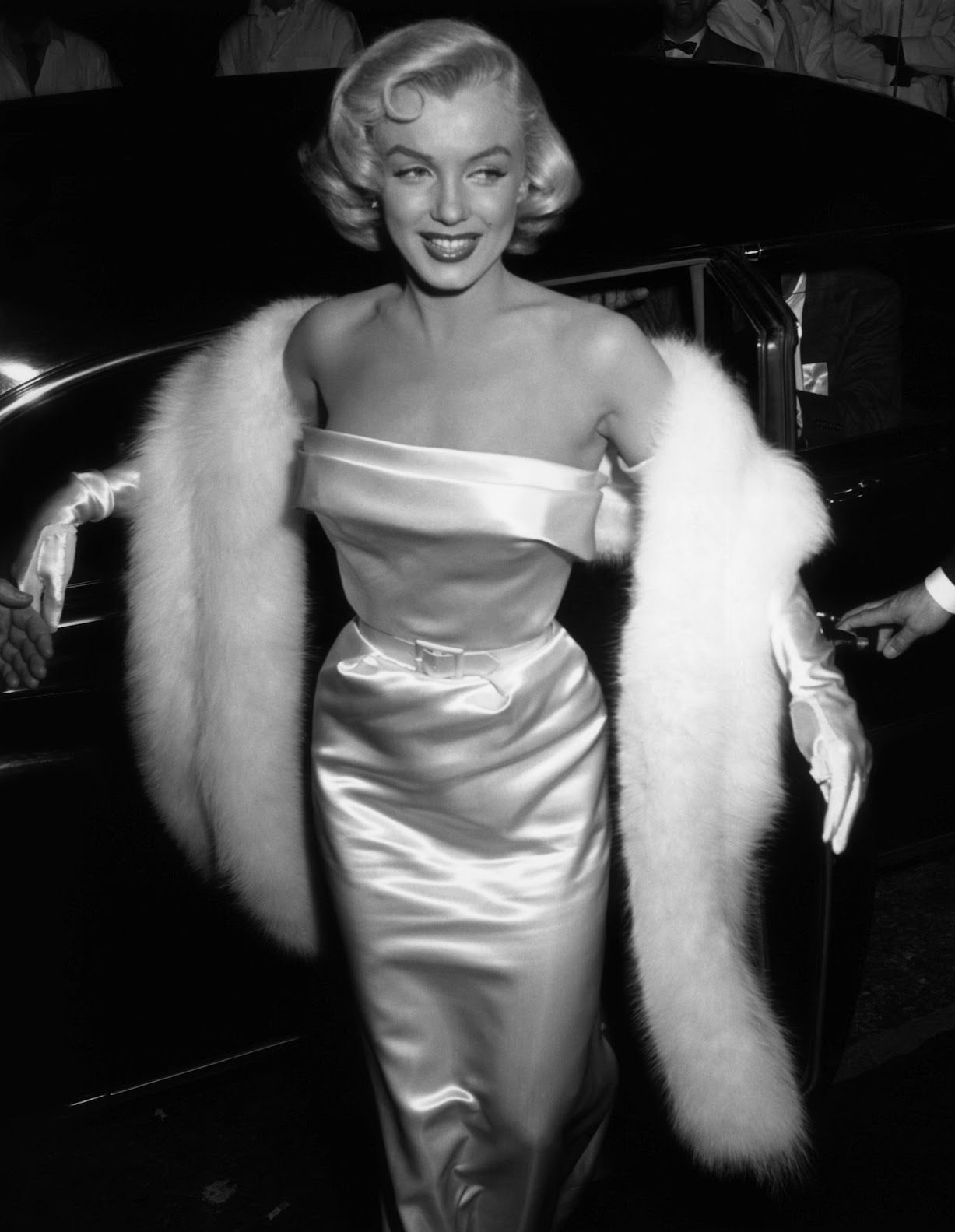
Monroe llega a una fiesta que celebra a Louella Parsons en el club nocturno Ciro's en 1953.

Según Dyer, Monroe se convirtió en «virtualmente un nombre familiar para el sexo» en la década de 1950 y «su imagen debe situarse en el flujo de ideas sobre la moralidad y la sexualidad que caracterizaron la década de los cincuenta en Estados Unidos», como las ideas freudianas sobre el sexo, el Informe Kinsey (1953) y The Feminine Mystique (1963) de Betty Friedan. Al parecer vulnerable e inconsciente de su atractivo sexual, Monroe fue el primer símbolo sexual en presentar el sexo como algo natural y sin peligro, en contraste con las femme fatales de la década de 1940. Spoto también la describe como la encarnación del «ideal de posguerra de la chica americana, suave, transparentemente necesitada, adoradora de los hombres, ingenua, ofreciendo sexo sin exigencias», que se repite en la afirmación de Molly Haskell de que «ella era la ficción de los años cincuenta, la mentira de que una mujer no tenía necesidades sexuales, que ella estaba allí para satisfacer o mejorar las necesidades de un hombre». Norman Mailer, contemporáneo de Monroe, escribió que «Marilyn sugirió que el sexo podría ser difícil y peligroso con los demás, pero helado con ella», mientras que Groucho Marx la describió como «Mae West, Theda Bara y Bo Peep, todo en uno». Según Haskell, debido a su condición de símbolo sexual, Monroe era menos popular entre las mujeres que entre los hombres, ya que «no podían identificarse con ella y no la apoyaban», aunque esto cambiaría después de su muerte.
Dyer también ha argumentado que el cabello rubio de Monroe se convirtió en su característica definitoria porque la hizo «racialmente inequívoca» y exclusivamente blanca justo cuando comenzaba el movimiento de derechos civiles, y que debería ser vista como emblemática del racismo en la cultura popular del siglo XX. Banner estuvo de acuerdo en que puede no ser una coincidencia que Monroe lanzara una tendencia de actrices rubias platino durante el movimiento por los derechos civiles, pero también ha criticado a Dyer, señalando que en su vida privada altamente publicitada, Monroe se asoció con personas que eran vistas como «etnias blancas», como Joe DiMaggio (italoestadounidense) y Arthur Miller (judío). Según Banner, a veces desafió las normas raciales predominantes en sus fotografías publicitarias; por ejemplo, en una imagen presentada en Look en 1951, se la mostró con ropa reveladora mientras practicaba con el entrenador de canto afroestadounidense, Phil Moore.

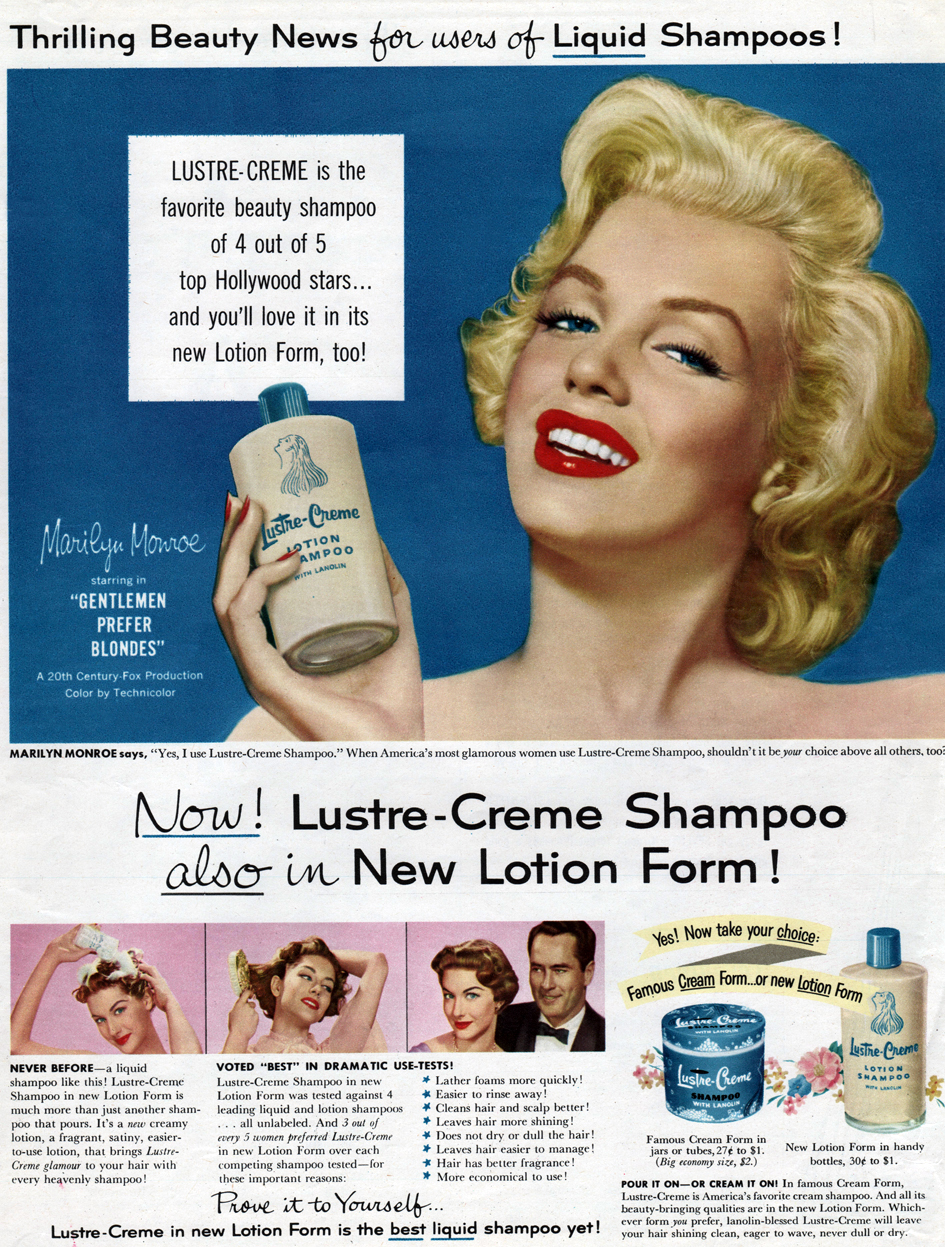
Monroe en un anuncio de champú Lustre-Creme de 1953.

Monroe fue percibida como una estrella específicamente estadounidense, «una institución nacional tan conocida como el hot dog, la tarta de manzana o el béisbol» según Photoplay. Banner la llama el símbolo del populuxe, una estrella cuya imagen pública alegre y glamurosa «ayudó a la nación a lidiar con su paranoia en la década de 1950 sobre la Guerra Fría, la bomba atómica y la Unión Soviética comunista totalitaria». La historiadora Fiona Handyside escribe que el público femenino francés asoció la blancura/rubia con la modernidad y la limpieza estadounidenses, por lo que Monroe llegó a simbolizar una mujer moderna y «liberada» cuya vida transcurre en la esfera pública. La historiadora de cine Laura Mulvey ha escrito sobre ella como un respaldo a la cultura de consumo estadounidense:
Si Estados Unidos exportara la democracia del glamour a la Europa empobrecida de la posguerra, las películas podrían ser su escaparate...Marilyn Monroe, con todos sus atributos estadounidenses y su sexualidad aerodinámica, llegó a personificar en una sola imagen esta compleja interfaz de lo económico, lo político y lo erótico. A mediados de la década de 1950, representaba una marca de glamour sin clases, disponible para cualquiera que usara cosméticos, medias de nailon y peróxido estadounidenses.
Twentieth Century-Fox se benefició aún más de la popularidad de Monroe al cultivar varias actrices parecidas, como Jayne Mansfield y Sheree North. Otros estudios también intentaron crear sus propias figuras a lo Monroe: Universal Pictures con Mamie Van Doren, Columbia Pictures con Kim Novak, y The Rank Organisation con Diana Dors.
En un perfil, Truman Capote cita a la profesora de interpretación de Monroe, Constance Collier: «Ella es una niña hermosa. No lo digo de manera obvia—De la manera quizás demasiado obvia. No creo que sea una actriz en absoluto, no en el sentido tradicional. Lo que ella tiene— esta presencia, esta luminosidad, esta inteligencia parpadeante—nunca podría aparecer en el escenario. Es tan frágil y sutil que sólo puede ser captado por la cámara. Es como un colibrí en vuelo: sólo una cámara puede congelar su poesía».

## Política
Aunque el pensamiento político de Marilyn Monroe ha sido menos estudiado que otros aspectos de su vida, ha generado interés y ha sido objeto de diversas especulaciones y teorías, algunas de ellas sin base sólida. Sin embargo, según algunos autores, su visión política es más matizada de lo que podría parecer a simple vista.

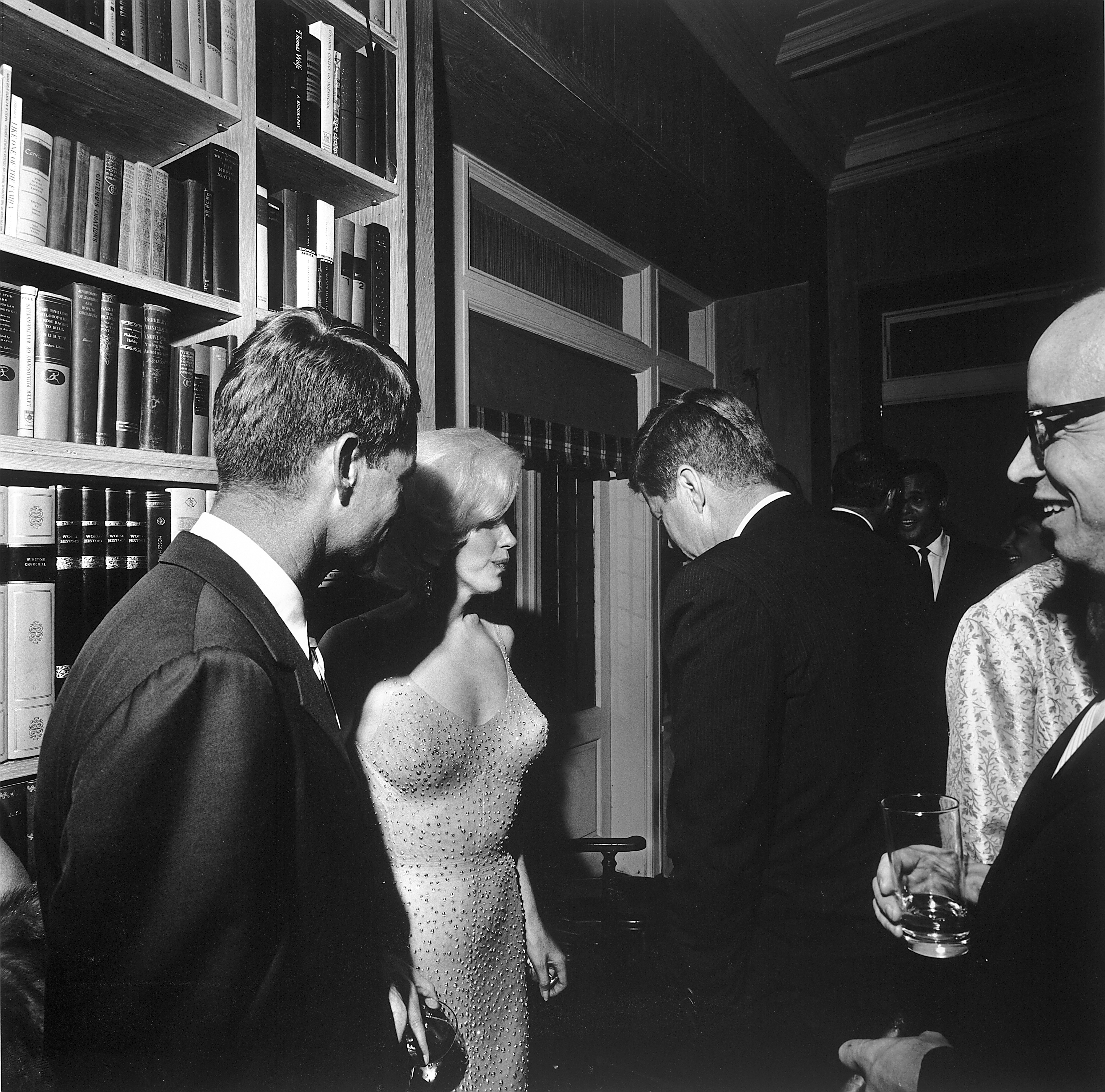

Para comprender mejor su pensamiento, se puede observar que Marilyn Monroe expresó gran admiración hacia varias figuras históricas y contemporáneas con posturas políticas muy diversas. Esta variedad sugiere que Monroe valoraba más la percepción de justicia y compromiso social de estas personas que su alineación ideológica concreta. Entre las figuras que admiró destaca sobre todo Abraham Lincoln quien fue la figura ideal para Marilyn a nivel político, Monroe se sentía identificada con diversos aspectos de la biografía de Lincoln, especialmente con su infancia humilde o su cercanía con la gente común. Además, mostraba admiración por su actitud democrática y su firmeza con la igualdad de derechos especialmente con la abolición de la esclavitud. Leyó varias biofrafías de Lincoln, Su retrato la acompañó en sus distintas residencias hasta el final de sus días. En un evento sobre Lincoln al que Marilyn asistió, mencionó “He honrado y admirado al señor Lincoln desde que supe de él. Cuando era niña, él representaba una especie de figura paterna para mí”. Marilyn también admiró mucho a otras figuras a nivel político como John F. Kennedy, Monroe se mostró cautivada por la juventud, carisma y modernidad de la administración Kennedy. Se identificaba con sus ideas progresistas y su defensa de los derechos civiles. Según relató a su psiquiatra Ralph Greenson, estaba dispuesta a colaborar con Kennedy en lo que fuera necesario. En una conversación con William Weatherby, defendió con firmeza el compromiso del presidente con la causa de los derechos civiles y rechazó cualquier crítica hacia su política: «El presidente llegará hasta el final… Los Kennedy ya saben todo sobre la situación. Sólo espera y verás, te vas a sorprender», afirmó. Marilyn siempre defendía al Presidente Kennedy cuando lo criticaban, afirmó que «él siempre habla con sentido», cuando Weatherby expresó dudas y dijo que lo veía como un nuevo Lincoln. Su admiración no solo se quedó en privado sino que Marilyn decidió hacerla pública en el «Feliz cumpleaños, Sr. Presidente» donde Monroe no solo cantó si no que también dio un breve discurso alabando a Kennedy y a su gestión.
Con respecto a Arthur Miller, Monroe quedó impresionada por su brillantez intelectual, llegando a declarar que era “el hombre más inteligente que había conocido”, y valoraba la manera en que él la ayudaba a desarrollarse intelectualmente. Según manifestó, Miller le enseñó “la importancia de la libertad política en la sociedad”. También admiraba su integridad personal, especialmente por su negativa a colaborar con las investigaciones del Comité de Actividades Antiestadounidenses, rechazando dar nombres. Monroe veía en Miller un hombre con principios, dispuesto incluso a enfrentarse a penas de cárcel por sus convicciones.  A Lincoln Steffens lo admiraba por su lucha contra la injusticia, la desigualdad y las dificultades de la gente común. Marilyn señaló que Steffens "sabía todo sobre la gente pobre y sobre la injusticia." También admiró mucho a William O. Douglas, lo amiraba por su defensa de la justicia y las libertades civiles, dijo que sería su presidente ideal y tenía varios libros suyos. Admiró mucho a Robert F. Kennedy, pues le impresionó por su inteligencia y compromiso con los derechos civiles. Marilyn  también expresó cierta aunque menor admiración a nivel político por Nelson Rockefeller,  Hubert Humphrey, Adlai Stevenson II, Johnny Hyde, Carl Sandburg, Eleanor Roosevelt, Thomas Jefferson o Jawāharlāl Nehru.

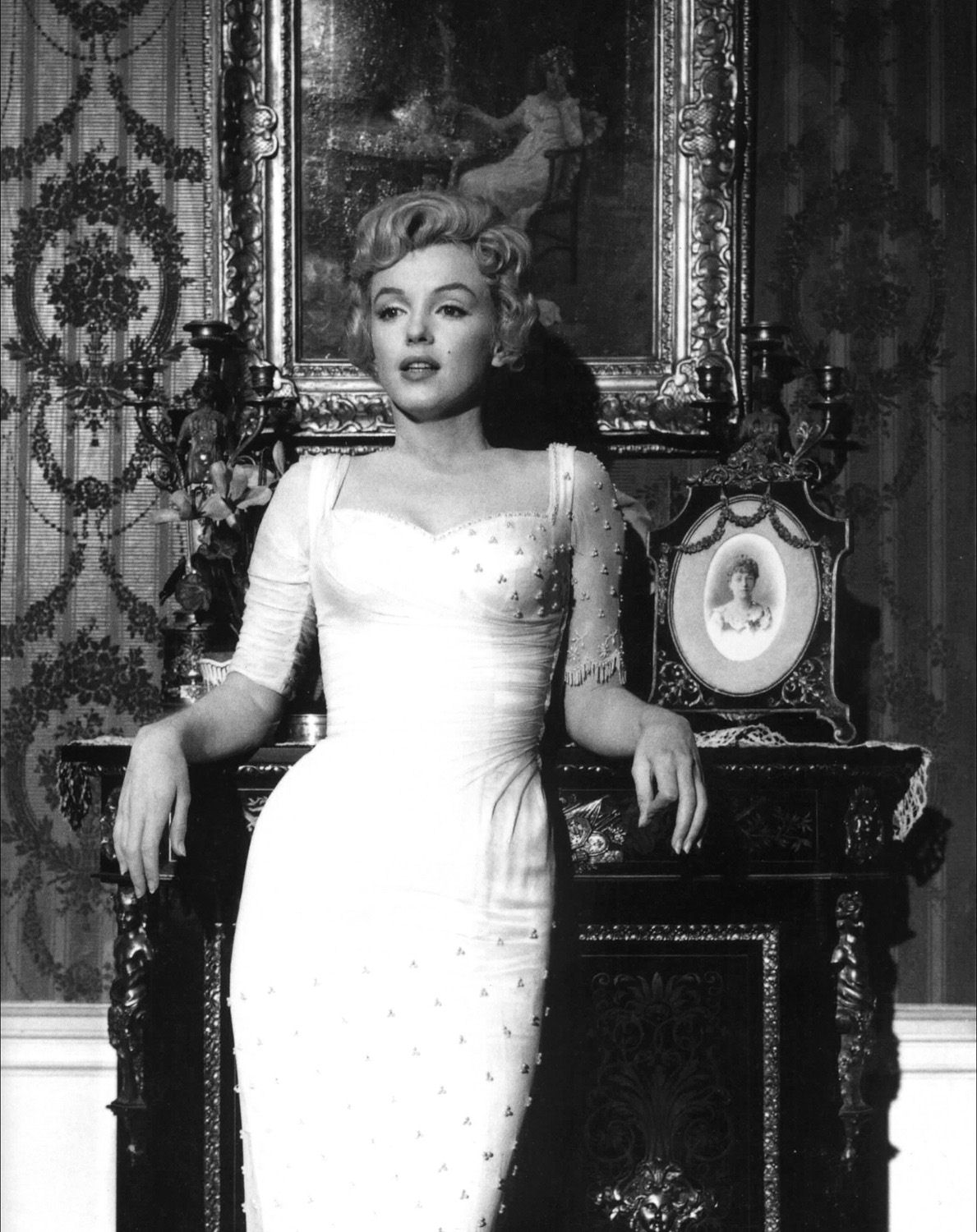

Diversas evidencias muestran que Marilyn Monroe mantenía posturas claras en ciertos temas políticos y sociales. Defendía activamente los derechos civiles y la igualdad racial, siendo uno de los temas políticos más importantes para ella. Mostró preocupación por la situación de los trabajadores, las minorías y las personas en situación de pobreza. También rechazaba el macartismo,  promovía la libertad artística y de expresión y le importaba mucho la justicia y las libertades civiles. Se mostró comprometida con causas pacifistas, llegando a financiar iniciativas como el SANE y expresó en entrevistas su preocupación por la amenaza nuclear. Para Marilyn la libertad sexual era algo de vital importancia, llegó a hacer declaraciones públicas tales como "Sex is part of life, it's part of nature—and I'd rather go along with nature". También defendió a Montgomery Clift por ser gay. Aunque nunca quiso encajar completamente en el rol tradicional de esposa que deseaba Joe DiMaggio, y luchó por mantener su carrera y su independencia, también intentó en ocasiones responder a ciertas expectativas domésticas: se esforzó por ser buena cocinera, le interesaba la jardinería y sentía un profundo afecto por los niños. En ocasiones manifestó su aprecio por la democracia, llegando a afirmar que había sido criada para creer en ella. En El Príncipe y la Corista (1957) su personaje Elsie Marina apoya y promueve la democracia además de mostrar cierto patriotismo. Aunque a veces era crítica con Estados Unidos, solía ser bastante patriota. Estuvo registrada como votante del Partido Demócrata y donó dinero al partido comprando un boleto por 1000 dólares para el «Feliz cumpleaños, Sr. Presidente».
En marzo de 1960, Marilyn Monroe escribió una carta a su amigo Lester Markell en la que abordó varios temas políticos relevantes. En ella, expresó rechazo hacia Richard Nixon y simpatía por Nelson Rockefeller, Hubert Humphrey y Adlai Stevenson II, señalando que su presidente ideal sería William O. Douglas. Marilyn propone un gobierno ideal con William O. Douglas como presidente, Kennedy como vicepresidente y Stevenson como secretario de estado. Asimismo, Monroe habló sobre Fidel Castro, en un contexto posterior a la Revolución Cubana pero anterior a que Castro adoptara el comunismo y del fallido desembarco de Bahía de Cochinos. En la carta, Monroe criticó que Estados Unidos no apoyara a los cubanos ni siquiera para desarrollar la democracia (subraya la palabra democracia) y cuestionó la cobertura mediática sobre Castro. Además, Monroe mencionó que fue criada para creer en la democracia.

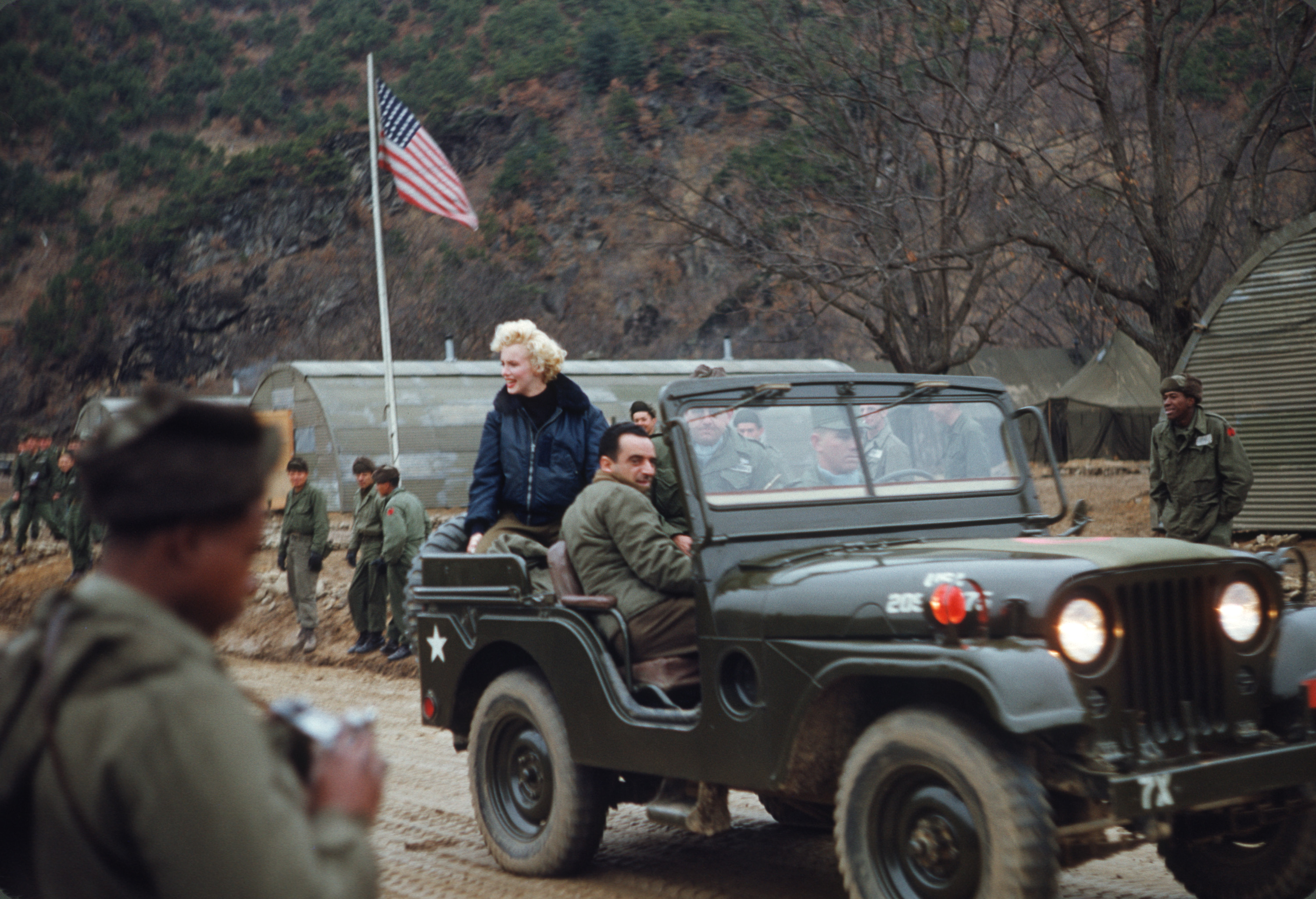

Liberation News, medio vinculado al Partido del Socialismo y la Revolución, un partido comunista de Estados Unidos, publicó un artículo sobre las investigaciones del FBI hacia Marilyn Monroe en el que se menciona que "en los meses previos a su muerte, miembros del círculo íntimo de Monroe, incluyendo a su peluquero, decorador de interiores y terapeuta, se alarmaron por su creciente interés y adhesión a las ideas comunistas". Esta afirmación es errónea, ya que no existe documentación que respalde un interés o adhesión creciente de Marilyn Monroe hacia el comunismo, y ninguna persona cercana a ella ha mencionado tal cosa. En los archivos del FBI se señala que el entorno de Monroe expresó preocupación por su relación con Frederick Vanderbilt Field, pero no se documenta un interés o adhesión de Marilyn al comunismo, el autor Larry Jordan desmiente las teorías conspiranoicas de que Marilyn fuera comunista y de hecho tenía libros críticos con el comunismo. Por el contrario, está ampliamente documentado que en los meses previos a su muerte, sus ideas políticas estaban relacionadas con los derechos civiles y apoyo a los Kennedy. El autor izquierdista Yanis Iqbal publicó un artículo en Eurasia Review donde intenta presentar a Marilyn Monroe como una izquierdista radical. afirma que Monroe fue elegida como delegada suplente del caucus demócrata estatal y que allí expresó una postura procastrista sobre Cuba, así como simpatía por las luchas anticapitalistas y antiimperialistas. Aunque Monroe es cierto que Marilyn fue elegida como delegada suplente en Roxbury (Massachusetts) en 1960, no asistió a la convención y jamás dijo eso, además cabe añadir que en 1960 Fidel Castro aún no se había declarado oficialmente comunista.

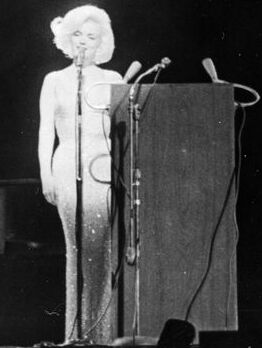

La autora Lois Banner ha argumentado que Marilyn Monroe tenía posturas radicales de izquierda, interpretando, por ejemplo, la carta a Lester Markell como un apoyo a líderes comunistas en oposición al capitalismo. Sin embargo, otros autores, como Larry Jordan, han cuestionado esta interpretación, señalando que en ese momento Fidel Castro no era comunista y que, de hecho, contaba con admiradores en Estados Unidos. Además, en la carta Monroe no menciona términos como comunismo o capitalismo y destaca su aprecio por la democracia. Marilyn tampoco expresa un apoyo explícito a Castro, sino que critica que Estados Unidos no ayudara a los cubanos ni siquiera para desarrollar la democracia, y expresa su malestar con la cobertura mediática que se daba de Castro. En entrevistas, Banner afirmó que Monroe apoyó a Castro en primavera de 1962, pero no existe evidencia que respalde esta afirmación y ni siquiera Banner lo menciona en su propio libro. De hecho, lo que si hizo Marilyn en primavera de 1962 fue el «Feliz cumpleaños, Sr. Presidente», mostrando públicamente su apoyo a John F. Kennedy, durante una etapa de tensión entre Kennedy y Castro. En una entrevista, Lois Banner afirmó que Marilyn Monroe se habría declarado socialista poco antes de morir; sin embargo, no existe evidencia documental que respalde esta afirmación, y la propia Banner no menciona tal declaración en su libro sobre Monroe. Además, Banner parece contradecirse en diferentes entrevistas, ya que en otra ocasión describió a Monroe como una persona “muy progresista, si es que no era socialista”, lo que indica incertidumbre sobre la exacta posición política de Monroe. Por tanto, la afirmación de que Monroe se declaró socialista carece de sustento comprobado y no es aceptada por otros expertos o biógrafos. En su libro Banner afirma que Lester Markell era un simpatizante comunista que radicalizó a Marilyn y que Carl Sandburg era un radical. Lo cierto es que Lester Markell era un periodista del New York Times, un medio liberal moderado, Markell fue un denfensor de la democracia y la libertad de prensa y jamás fue si quiera investigado en el macartismo. Carl Sanburg había sido miembro del Partido Socialista de América pero había abandonado el partido antes de que Marilyn naciera, se volvió un liberal progresista y apoyó al Partido Demócrata.

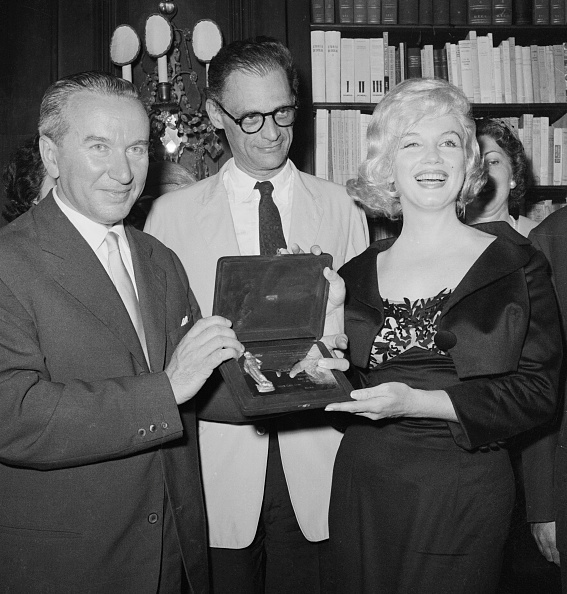

El FBI investigó a Marilyn Monroe por presuntas conexiones con el comunismo, aunque en esa época muchas celebridades como Charles Chaplin, Frank Sinatra o Eleanor Roosevelt también fueron objeto de investigaciones similares. La investigación comenzó en 1955 cuando Monroe solicitó una visa para la URSS. Marilyn fue invitada para un intercambio cultural y artístico junto con otros artistas, no por motivos políticos, Marilyn también comentó su deseo de visitar varios países de Europa.  La mayoría de los documentos del FBI relacionados con Monroe se centran en sus asociaciones con Arthur Miller y con el comunista Frederick Vanderbilt Field, a quien conoció brevemente durante un viaje a México a principios de 1962 y tuvo cierta amistad. Un memorando del FBI, indica que el 3 de julio de 1956 un informante anónimo llamó al New York Daily News para acusar a Miller de ser miembro activo del Partido Comunista y su “frente cultural”. El informante también afirmó que su matrimonio religioso con Monroe era una maniobra de encubrimiento, y que supuestamente Marilyn había “derivado hacia la órbita comunista”, con insinuaciones de que su productora, Marilyn Monroe Productions, estaba financiando al partido. Sin embargo, no existe evidencia alguna que respalde estas acusaciones y el FBI ni siquiera investigó más de esta acusación. La compañía Marilyn Monroe Productions fue fundada por la actriz en 1955, antes de comenzar su relación con Miller, con el objetivo de mantener independencia profesional y controlar sus propios proyectos cinematográficos pero además en 1956, la empresa estaba inmersa en la producción de El Príncipe y la Corista no en temas políticos. Además casi la mitad de la compañía era de Milton Greene quien tenía una mentalidad muy empresarial contraria al comunismo.
El análisis ideológico del FBI sobre Monroe es muy limitado, pero describe sus opiniones como positivas y de concisamente izquierdistas. Esta evaluación se basó en dos comentarios hechos por Monroe durante una fiesta en casa de  Peter Lawford, en los que cuestionó al presidente John F. Kennedy la moralidad de las pruebas nucleares y expresó preocupación por el futuro de los jóvenes en Estados Unidos. Estas declaraciones fueron suficientes para que el FBI de la época calificara sus opiniones como izquierdistas, aunque algunos autores consideran que esta evaluación y la investigación fueron exageradas. A pesar de la vigilancia, el FBI no encontró evidencia que vinculara a Monroe con el  Partido Comunista de Estados Unidos. Curiosamente Monroe poseía en su biblioteca un ejemplar de The Roots of American Communism (1957) de Theodore Draper, un libro crítico con el Partido Comunista de Estados Unidos. En 1962 el director del FBI, J. Edgar Hoover, llegó a advertir al presidente John F. Kennedy sobre el seguimiento a Monroe y su amistad con Field, pero al presidente esto le pareció absurdo, pues conocía a Marilyn y sabía que ella no era comunista ni una traidora.

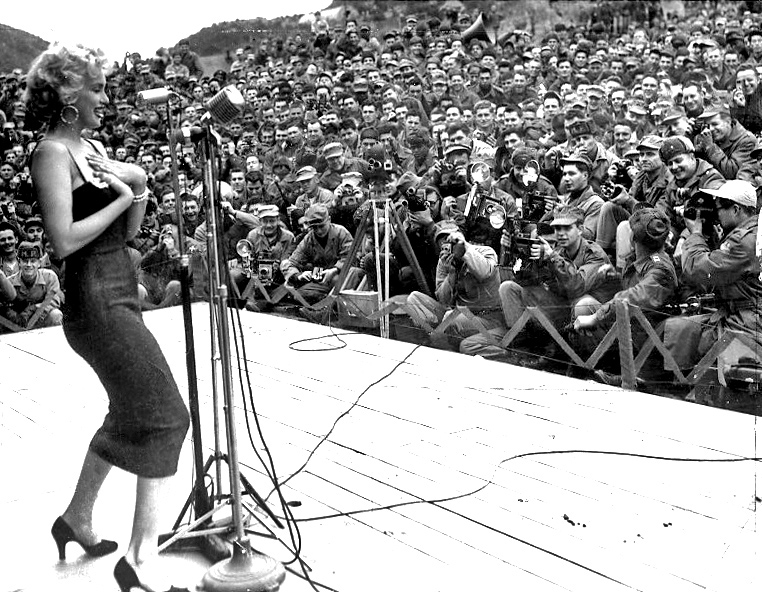

Marilyn Monroe no mostró afinidad por una ideología concreta, de hecho ella misma dejó por escrito "En las experiencias con cualquier grupo de personas, uno tiene que discriminar a los diferentes miembros. Nunca se me ha dado bien formar parte de ningún grupo, ni siquiera de un grupo de dos."  y mencionó en su última entrevista "ser un sex symbol me convierte en una cosa y yo simplemente odio ser una cosa" A Marilyn no le gustaban las etiquetas ni los grupos, eso incluye los grupos políticos, era muy individualista. Tampoco nadie que conociera personalmente a Marilyn ha dicho jamás que Marilyn tuviera una ideología específica y ella tampoco mencionó nunca que compartiera alguna ideología concreta. Sus opiniones políticas se basaban más bien en lo que consideraba justo o mejor para el bien común, sin seguir etiquetas específicas. Sin embargo, en temas sociales sus ideas eran claramente progresistas.  A partir de 1960, varios autores señalan un interés mayor de Marilyn por la política, probablemente ligado a ese año electoral. Este interés parecía centrarse más en la política interna de Estados Unidos y en menor medida en política exterior pero no en ideologías abstractas, ya que no hay evidencia al respecto. De hecho a principios de 1962, para una reunión con Robert F. Kennedy, Marilyn pidió a Danny Greenson que le preparara preguntas sobre política porque no se sentía segura en esos temas y quería impresionar a Robert F. Kennedy, lo que sugiere un conocimiento político aun limitado. Carl Sandburg, amigo suyo, señaló que en cuestiones de política y economía Marilyn no estaba del todo cómoda. Anthony Summers indicó que Marilyn nunca se involucró directamente en política, aunque sí se consideraba parte de la clase trabajadora y admiraba la idea del hombre común.

## Religión, Psicología y Lectura

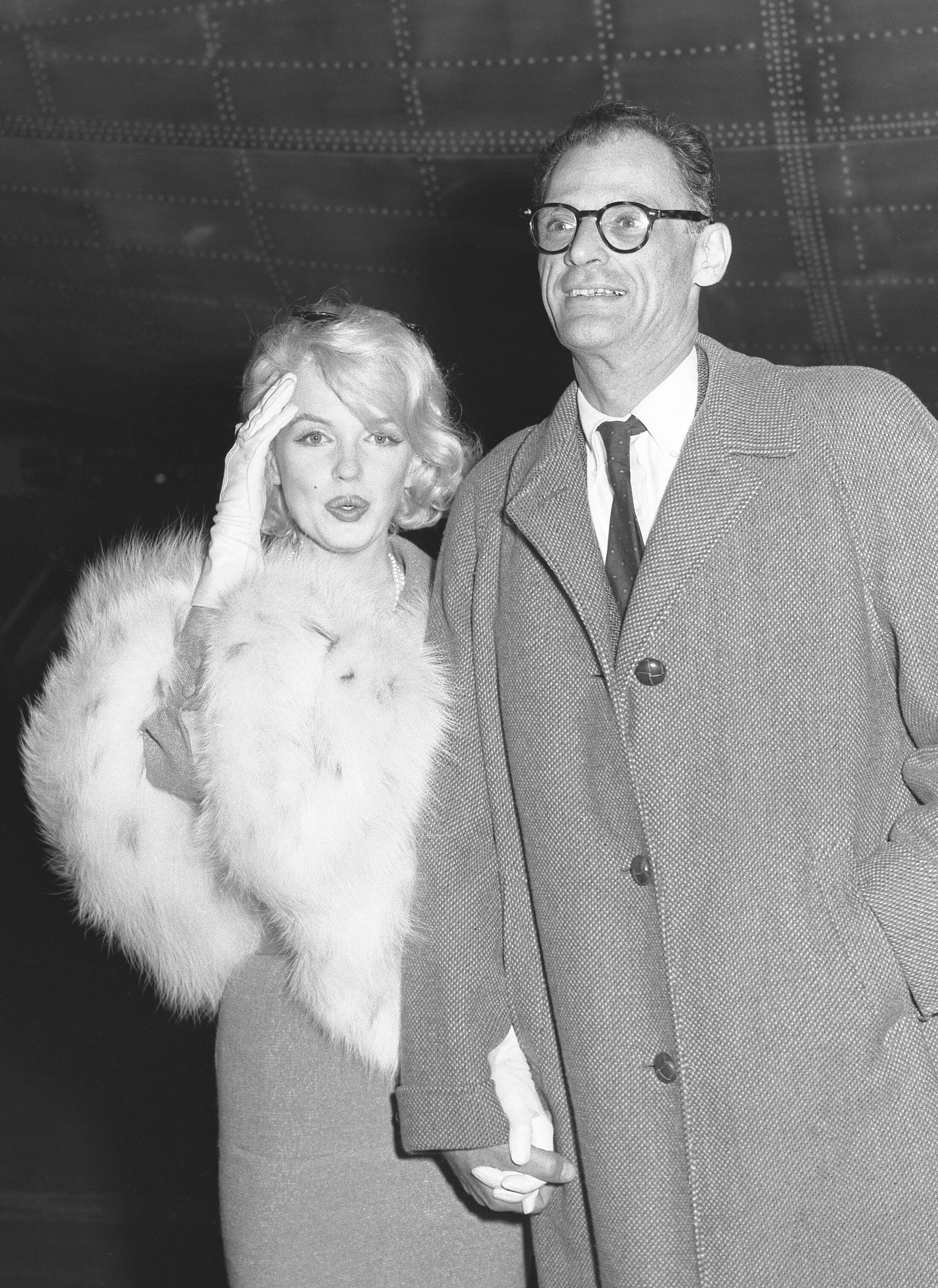

A lo largo de su vida, Monroe estuvo expuesta a diversas influencias religiosas. Durante sus primeros años, vivió con la familia Bolender, de tradición cristiana evangélica, lo que le dio un primer contacto con esa fe. Posteriormente, bajo el cuidado de Ana Lower —una de sus madres adoptivas y ferviente practicante de la Ciencia Cristiana— comenzó a asistir regularmente a servicios de esta denominación y a leer literatura relacionada con sus enseñanzas. En 1944, Monroe se registró como miembro de la Iglesia de la Ciencia Cristiana. Esta doctrina, centrada en el poder del pensamiento y una visión espiritual de la realidad, influyó en su visión optimista y en un enfoque menos materialista de la vida. Sin embargo, las restricciones de la iglesia respecto a la sexualidad y el uso de medicamentos llevaron a Monroe a distanciarse progresivamente de la institución. Hacia finales de la década de 1940, mostró interés por otras corrientes espirituales, como la antroposofía, aunque continuó asistiendo ocasionalmente a servicios de la Ciencia Cristiana durante la década de 1950.
Marilyn Monroe comenzó a interesarse por el judaísmo debido a que muchos de sus amigos y personas que admiraba eran judíos. Aunque para  Arthur Miller —quien realmente era ateo— no era importante que Marilyn se convirtiera, sí lo era para la familia del dramaturgo. Monroe estudió con el rabino Robert E. Goldberg, quien observó que su proceso de conversión era sincero. Finalmente, Goldberg ofició la boda entre Monroe y Miller con una ceremonia judía. Sin embargo, la actriz adoptó el judaísmo principalmente desde una perspectiva cultural, ya que, en realidad era atea, ella misma se declaró atea judía.

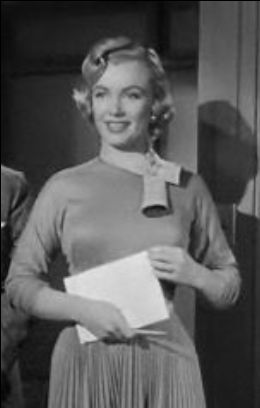

Marilyn tuvo bastante interés por la psicología, en concreto por Sigmund Freud y el Psicoanálisis. Siempre se preocupó por no volverse mentalmente inestable como su madre, y pensaba que el Psicoanálisis podía ayudarla. Durante el rodaje de Los caballeros las prefieren rubias, Marilyn y Jane Russell se hicieron amigas; Jane intentó acercar a Marilyn al cristianismo, pero Marilyn dijo que el freudianismo era su religión y le regaló a Jane un libro de Freud. Leyó mucho a Freud, incluso cartas suyas. Durante el rodaje de El príncipe y la corista, Marilyn conoció a Anna Freud y asistió durante una semana a sesiones con ella. Posteriormente, siempre eligió a psiquiatras cercanos a Anna Freud, incluido el propio Ralph Greenson.
Marilyn Monroe fue una gran lectora a lo largo de su vida. En su biblioteca personal se conservaban más de 400 volúmenes, aunque se sabe que poseyó y leyó muchos más que no quedaron registrados en su biblioteca, aunque se desconoce de estos libros, cuales leyó y cuales no. En algunos ejemplares realizaba anotaciones al margen o subrayaba fragmentos que llamaban su atención.
Su interés abarcaba una gran diversidad de materias, desde literatura, poesía y filosofía que eran sus favoritos hasta religión, política, psicología, humor o incluso jardinería. Entre sus autores favoritos se encontraban Fiódor Dostoyevski, León Tolstói, Honoré de Balzac, Walt Whitman, John Keats, Percy Bysshe Shelley, William Butler Yeats, Thomas Wolfe y Rainer Maria Rilke. Uno de sus libros preferidos era Ulises de James Joyce, que leía con frecuencia y consideraba un desafío intelectual. Su afición a la poesía fue tan intensa que llegó a escribir poemas propios, algunos de los cuales compartió con su amigo el poeta Norman Rosten.

## Legado
Según The Guide to United States Popular Culture, «como ícono de la cultura popular estadounidense, los pocos rivales en popularidad de Monroe incluyen a Elvis Presley y Mickey Mouse...ninguna otra estrella ha inspirado una gama tan amplia de emociones—desde la lujuria hasta la piedad, desde la envidia hasta el remordimiento». La historiadora del arte Gail Levin declaró que Monroe pudo haber sido «la persona más fotografiada del siglo XX», y The American Film Institute la nombró la sexta leyenda femenina más grande de la pantalla en la historia del cine estadounidense. El Instituto Smithsoniano la ha incluido en su lista de los «100 estadounidenses más importantes de todos los tiempos», y tanto Variety como VH1 la han colocado entre los diez primeros en su ranquin de los mayores íconos de la cultura popular del siglo XX.
Se han escrito cientos de libros sobre Monroe. Ha sido objeto de películas, obras de teatro, óperas y canciones, y ha influido en artistas y animadores como Andy Warhol y Madonna. Ella también sigue siendo una marca valiosa: su imagen y nombre han sido autorizados para cientos de productos, y ha aparecido en la publicidad de marcas como Max Factor, Chanel, Mercedes-Benz y Absolut Vodka.

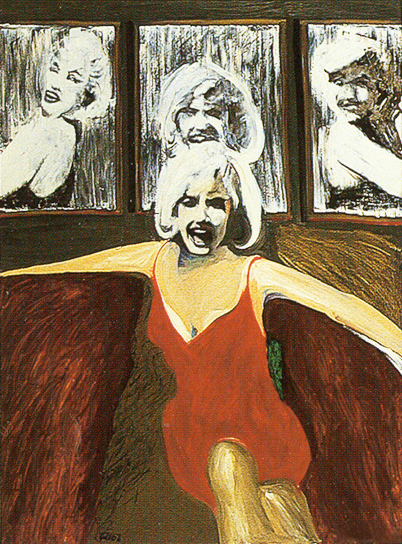
Marilyn Triptych (1962) del artista pop James Gill.

La popularidad duradera de Monroe está vinculada a su imagen pública conflictiva. Por un lado, sigue siendo un símbolo sexual, un icono de la belleza y una de las estrellas más famosas del Cine clásico de Hollywood. Por otro, también es recordada por su convulsa vida privada, su inestable infancia, la lucha por el respeto profesional, así como su muerte y las teorías conspirativas que la rodearon. Ha sido escrita por académicos y periodistas interesados en el género y el feminismo; estos escritores incluyen Gloria Steinem, Jacqueline Rose, Molly Haskell, Sarah Churchwell, y Lois Banner. Algunos, como Steinem, la han visto como una víctima del sistema de estudio. Otros, como Haskell, Rose, y Churchwell, han enfatizado en cambio el papel proactivo de Monroe en su carrera y su participación en la creación de su personalidad pública.
Debido al contraste entre su estrellato y su convulsa vida privada, Monroe está estrechamente vinculada a discusiones más amplias sobre fenómenos modernos como los medios de comunicación, la fama y la cultura de consumo. Según la académica Susanne Hamscha, Monroe ha continuado siendo relevante para las discusiones en curso sobre sociedad moderna, y ella «nunca está completamente sinterizada en un tiempo o lugar» sino que se ha convertido en «una superficie sobre la cual las narrativas de la cultura estadounidense pueden (re) construirse», y «funciona como un tipo cultural que puede ser reproducido, transformado, traducido a nuevos contextos y representado por otras personas». De manera similar, Banner ha llamado a Monroe el «cambiaformas eterno» que es recreado por «cada generación, incluso cada individuo...según sus propias especificaciones».
Monroe sigue siendo un ícono cultural, pero los críticos están divididos sobre su legado como actriz. David Thomson calificó su trabajo como «insustancial» y Pauline Kael escribió que no podía actuar, sino que «usó su falta de habilidades de actriz para divertir al público. Tenía el ingenio, la grosería o la desesperación de convertir la tarta de queso en actuación—y viceversa; ella hizo lo que otros tenían el 'buen gusto' de no hacer». En contraste, Peter Bradshaw escribió que Monroe era una comediante talentosa que «comprendió cómo la comedia logró sus efectos», y Roger Ebert escribió que «las excentricidades y neurosis de Monroe en los sets se hicieron notorias, pero los estudios la aguantaron mucho después de que cualquier otra actriz hubiera sido excluida porque lo que volvieron a mostrar en la pantalla fue mágico». De manera similar, Jonathan Rosenbaum afirmó que «ella subvirtió sutilmente el contenido sexista de su material» y que «la dificultad que tienen algunas personas para discernir la inteligencia de Monroe como actriz parece estar enraizada en la ideología de una era regresiva, cuando se suponía que las mujeres súper femeninas no debían ser inteligentes».

## Filmografía y reconocimientos

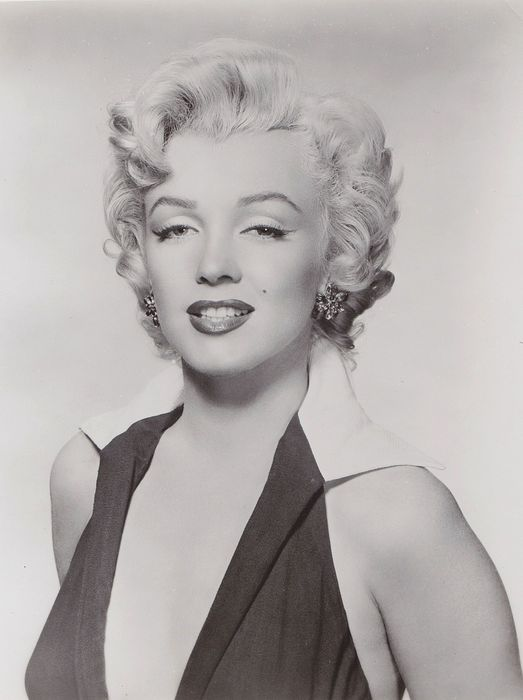
En Niagara (1953).

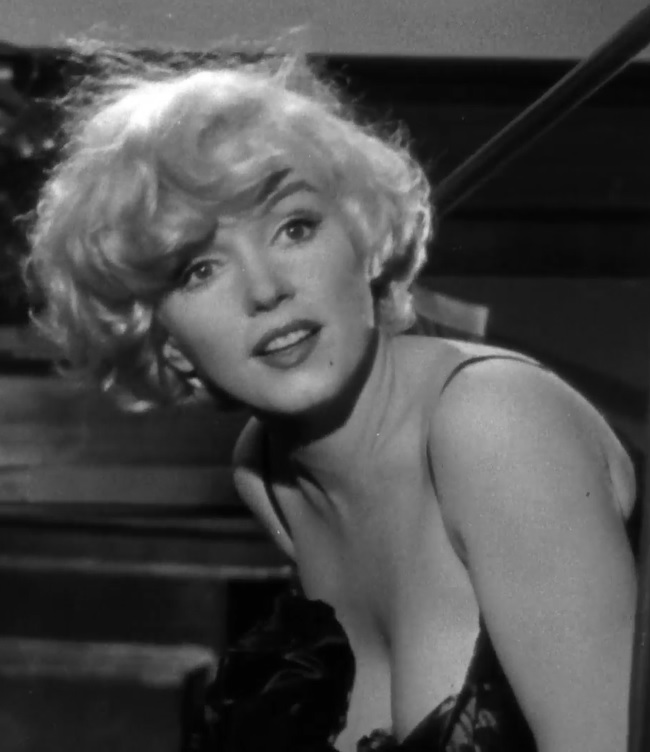
En Some Like It Hot (1959).

| Año  | Título                                 |
| ---- | -------------------------------------- |
| 1947 | Dangerous Years                        |
| 1948 | Ladies of the Chorus                   |
| 1949 | Love Happy                             |
| 1950 | The Asphalt Jungle                     |
| 1950 | All About Eve                          |
| 1951 | Home Town Story                        |
| 1951 | As Young as You Feel                   |
| 1951 | Love Nest                              |
| 1952 | Clash by Night                         |
| 1952 | Monkey Business                        |
| 1952 | Don´t Bother to Knock                  |
| 1953 | Niágara                                |
| 1953 | Los caballeros las prefieren rubias    |
| 1953 | How to Marry a Millionaire             |
| 1954 | River of No Return                     |
| 1954 | There's No Business Like Show Business |
| 1955 | The Seven Year Itch                    |
| 1956 | Bus Stop                               |
| 1957 | El príncipe y la corista               |
| 1959 | Some Like It Hot                       |
| 1960 | Let's Make Love                        |
| 1961 | The Misfits                            |

### Premios

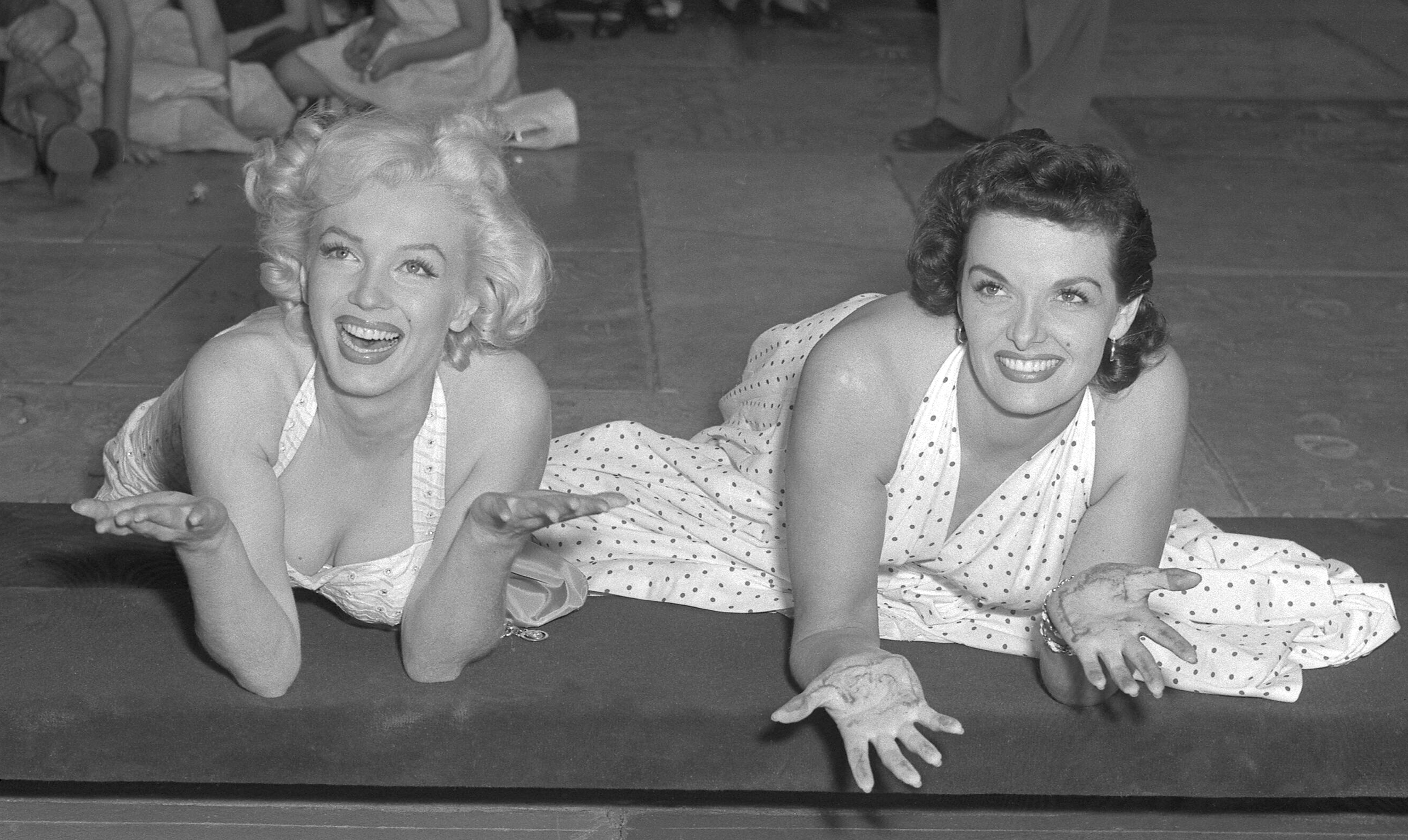
Monroe (izquierda) y Jane Russell en Grauman's Chinese Theatre, 1953.

Su primer premio fue un Premio Henrietta; una categoría discontinuada de los Premios Globo de Oro; como Mejor personalidad joven de taquilla. Posteriormente, de 1952 a 1954 recibió solo premios de revistas como Photoplay y Look, exceptuando por 1953 donde volvió a ganar el premio Henrietta esta vez en la categoría de Película mundial favorita: mujer. Su primera nominación en los premio BAFTA fue en 1956 por The Seven Year Itch como Mejor actriz extranjera; dos años después volvió a ser nominada por última vez por el proyecto The Prince and the Showgirl en la misma categoría. Seguidamente en 1956 recibió su primera nominación en los premios principales de los Globo de Oro por Bus Stop en la categoría de Mejor actriz de cine en comedia o musical. En 1958 ganó el premio David de Donatello como Mejor actriz extranjera, misma categoría por la que ganó el Premio Crystal Star en 1959; año en donde quedó en cuarto lugar en los Premio Laurel como Mejor actuación de comedia femenina.
En 1960, obtuvo un Globo de Oro a Mejor actriz de cine en comedia o musical por Some Like It Hot, además, quedó en segundo lugar en el premio Laurel por la misma película como parte de la categoría a Mejor actuación de comedia femenina, y el mismo año también se le otorgó su propia estrella en el paseo de la fama de Hollywood. Su último premio antes de morir fue el Premio Henrietta en la categoría de Película mundial favorita: mujer.
En 1999, el American Film Institute clasificó a Monroe en sexto lugar en su lista de las más grandes leyendas del cine femenino de la Edad de Oro de Hollywood. «Diamonds Are a Girl's Best Friend» también ocupó el puesto 12 en la lista de las mejores canciones estadounidenses de los últimos 100 años.